# Marina Silva
Maria Osmarina Marina da Silva Vaz de Lima (nascida Maria Osmarina da Silva; Rio Branco, 8 de fevereiro de 1958), mais conhecida por Marina Silva, é uma historiadora, professora, psicopedagoga, ambientalista e política brasileira, filiada à Rede Sustentabilidade (REDE) e atual ministra do Meio Ambiente e Mudança do Clima do Brasil, cargo que exerceu anteriormente entre 2003 e 2008. Foi senadora pelo Acre entre 1995 e 2011 e candidata à presidência da República nas eleições de 2010, 2014 e 2018, sendo a candidata que compareceu a mais debates televisionados, com o total de 21 participações.
Nascida em um seringal no Acre, Marina mudou-se para a capital do estado ainda na adolescência, onde foi alfabetizada. Concluído o ensino médio, graduou-se em história pela Universidade Federal do Acre. Desenvolveu interesse pela política e vinculou-se ao Partido Revolucionário Comunista (PRC), organização de extrema-esquerda marxista-leninista que se abrigava no Partido dos Trabalhadores (PT), posteriormente ajudando a fundar a Central Única dos Trabalhadores (CUT) do Acre. Juntamente com Chico Mendes, ajudou a liderar o movimento sindical, elegendo-se para o seu primeiro cargo público, o de vereadora de Rio Branco, em 1988.
Na eleição de 1990, Marina foi eleita deputada estadual e, em 1994, senadora da República, tornando-se, aos 36 anos de idade, a mais jovem senadora da história do país. Reeleita para o Senado em 2002, Marina aceitou o convite do presidente Luiz Inácio Lula da Silva e assumiu o Ministério do Meio Ambiente em 2003, exercendo o cargo até 2008. Em 2009, deixou o PT e filiou-se ao Partido Verde (PV).
Em 2010, Marina candidatou-se a presidente pelo PV, obtendo a terceira colocação no primeiro turno, com mais de 19 milhões de votos. Em 2014, assumiu a candidatura a presidente pelo Partido Socialista Brasileiro (PSB) após a morte de Eduardo Campos, ficando novamente em terceira colocada com mais de 22 milhões de votos. Em 2015, conseguiu o registro de seu novo partido político, a Rede Sustentabilidade, o qual a escolheu para disputar pela terceira vez a presidência da República em 2018.

## Biografia

### Juventude

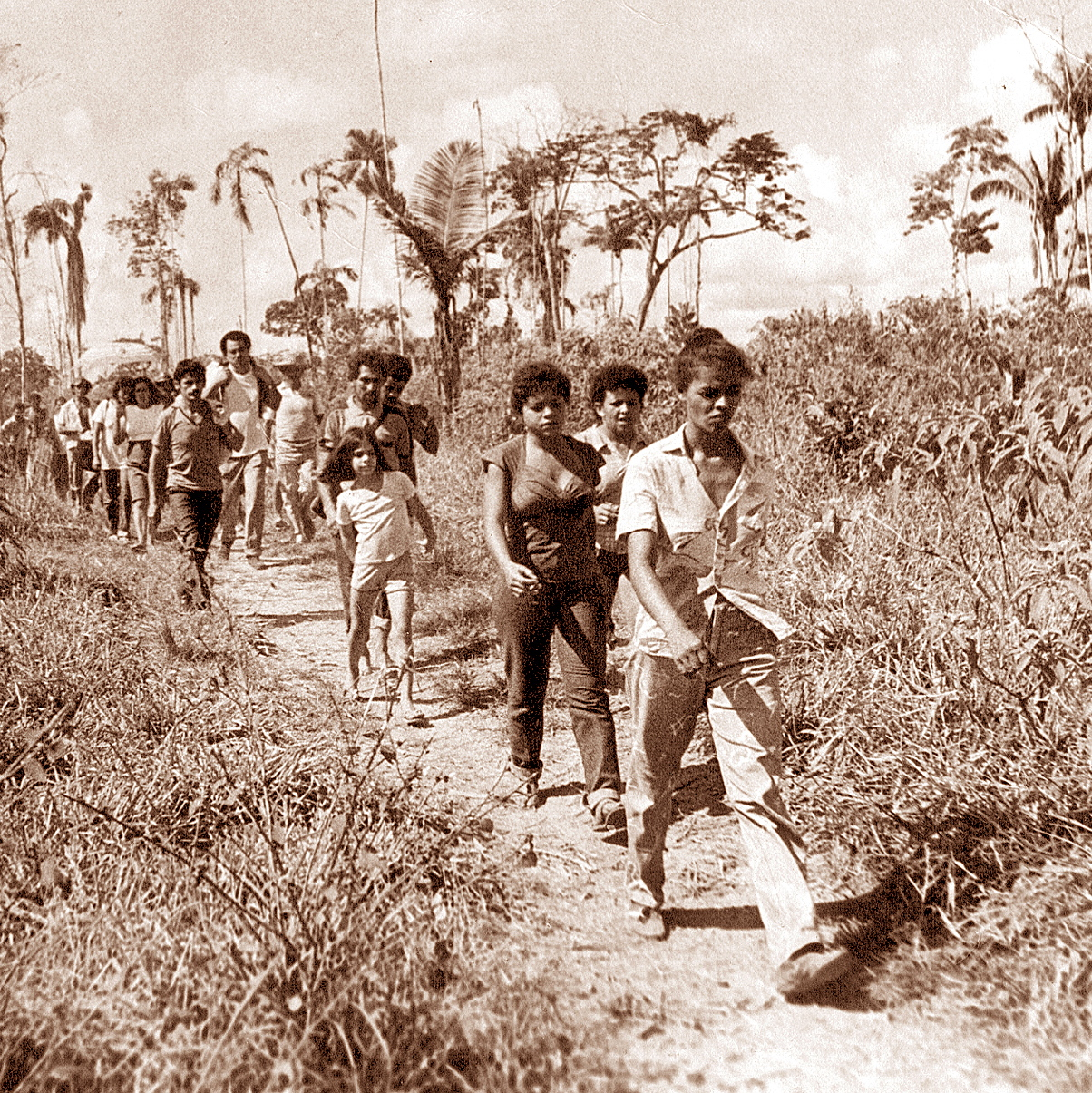
Marina liderando um "empate" na fazenda Bordon, em Xapuri no Acre.

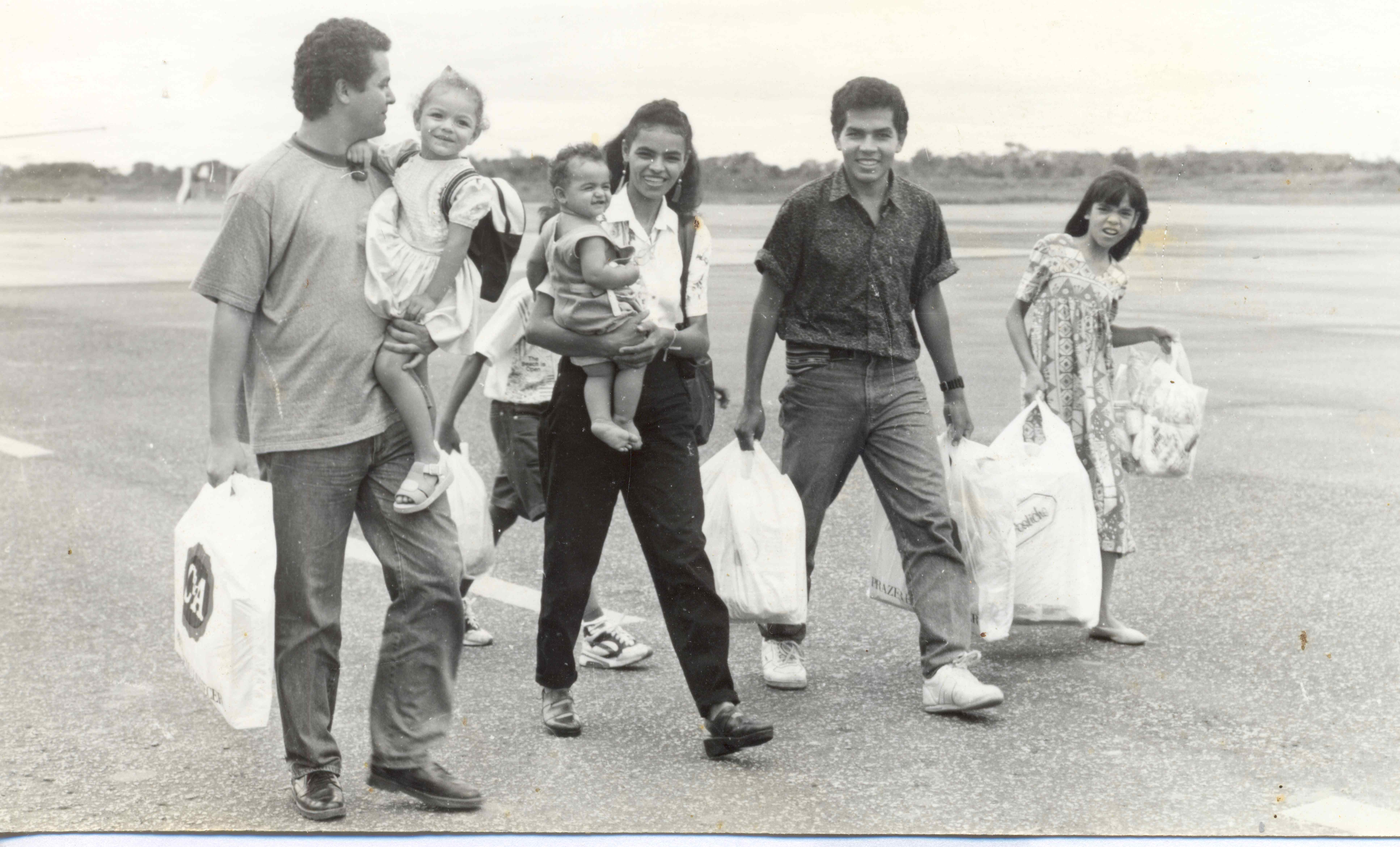
Marina com sua família no Acre em 1993.

Marina Silva nasceu pelas mãos de sua avó, que era parteira, na localidade de Breu Velho, em Rio Branco, capital do estado do Acre, em 8 de fevereiro de 1958. Descendente de africanos e portugueses, foi registrada com o nome de Maria Osmarina Silva de Souza, sendo filha do seringueiro cearense Pedro Augusto da Silva e da dona de casa Maria Augusta da Silva. O nome Marina, decorrente de um apelido dado por uma tia, foi acrescentado por ocasião da eleição de 1986, quando os candidatos ainda não podiam usar alcunhas nos nomes oficiais (um processo semelhante ao que aconteceu com Luiz Inácio Lula da Silva).
Durante sua infância e parte de sua adolescência, Marina viveu com sua família em uma palafita chamada Breu Velho, no seringal Bagaço, a 70 km do centro de Rio Branco. Seus pais tiveram onze filhos, dos quais oito sobreviveram.
Em 1967, a família deixou o seringal em Bagaço para ir a Manaus abrir uma taberna, mas durou pouco tempo. Cinco meses depois, eles foram a Santa Maria do Pará, onde a situação era ainda pior. Em 1969, a família voltou para o seringal com a passagem paga pelo ex-patrão do pai de Marina. Aos 10 anos, Marina Silva começou a trabalhar no seringal para pagar a dívida que a família contraiu com o patrão.
Quando Marina tinha quinze anos, a mãe Maria Augusta faleceu vítima de inúmeras doenças adquiridas pela falta de infraestrutura no local onde viviam.
Aos quinze anos, foi viver na zona urbana de Rio Branco, para tratar de sua saúde. Havia contraído hepatite, porém os médicos atestaram ser malária. Na mesma época, duas de suas irmãs faleceram, uma vítima de sarampo e outra vítima de malária. Fixou-se definitivamente em Rio Branco em 1974, recebendo os cuidados do então bispo do Acre, Dom Moacyr Grechi, que a acolheu na casa das irmãs Servas de Maria.
Em Rio Branco, seu primeiro trabalho foi de empregada doméstica, abandonando seu plano inicial de ser freira. Ao longo de sua adolescência e juventude, Marina Silva teve inúmeros problemas de saúde, tais como malária, contaminação por mercúrio e leishmaniose.

### Educação e formação

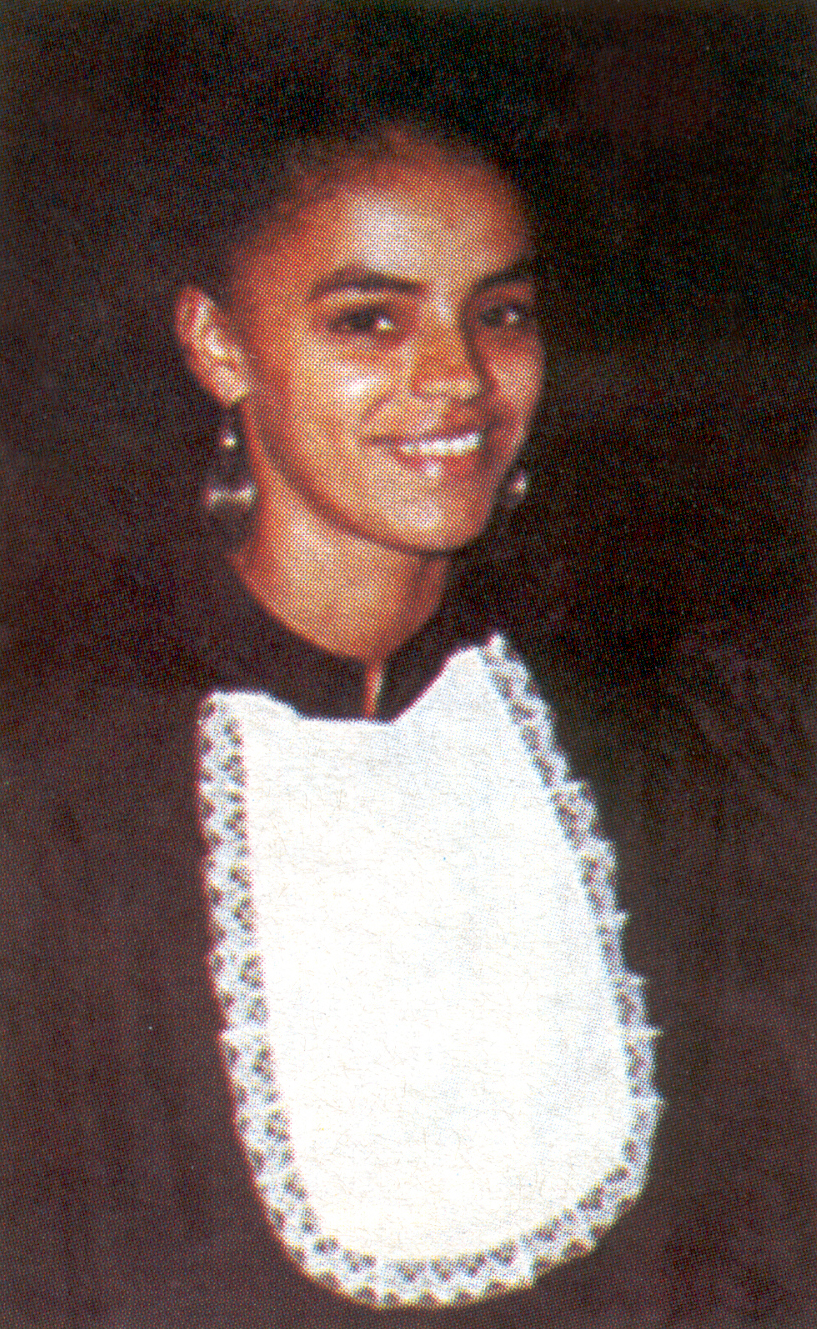
Marina durante sua formatura em 1984.

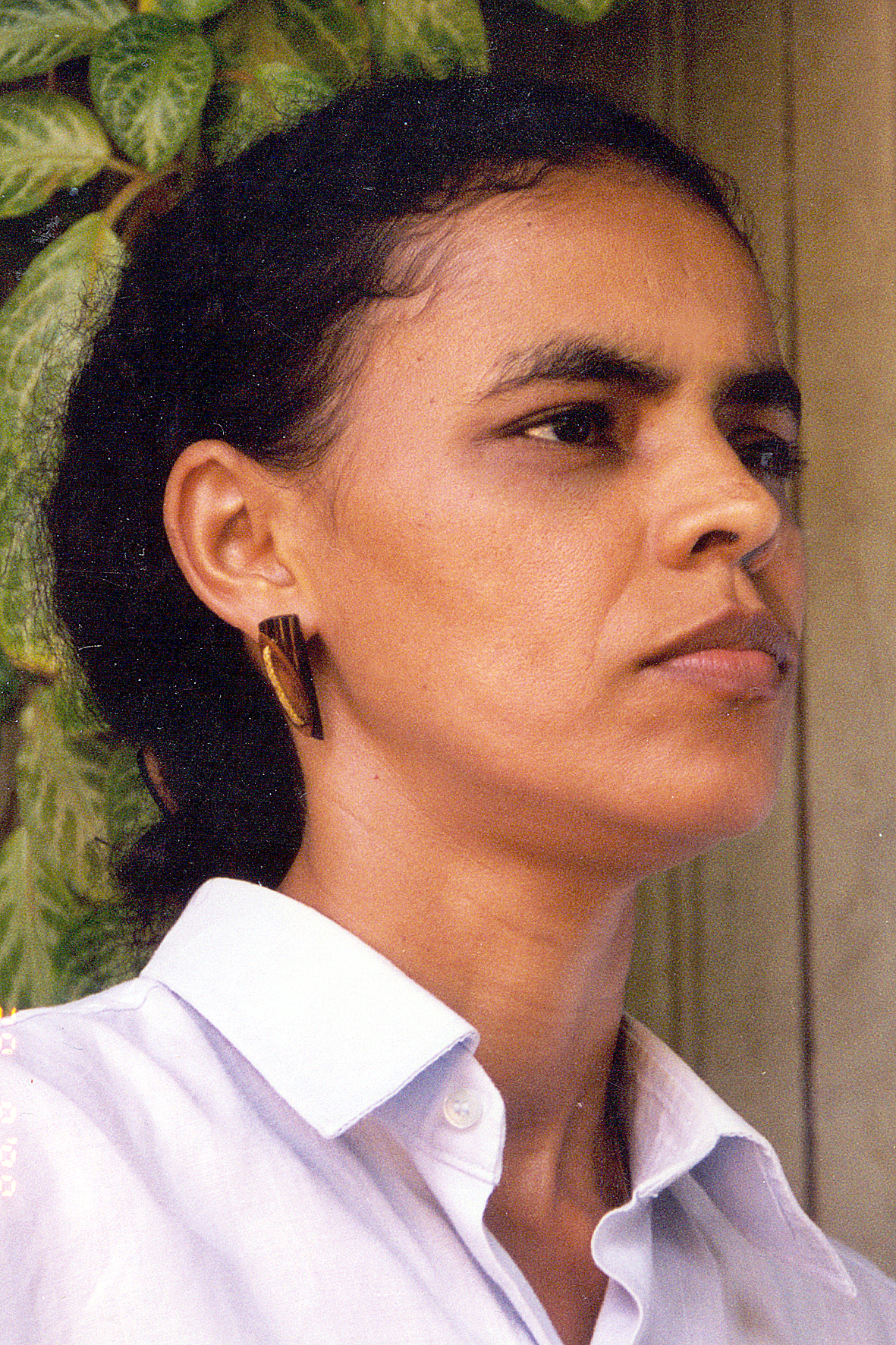
Marina em 1996.

Analfabeta, Marina foi matriculada no Mobral, projeto de alfabetização do regime militar, alfabetizando-se aos dezesseis anos.
Após concluir sua alfabetização, estava apta para seguir com os estudos e já sonhava em uma graduação, optou por fazer vestibular, decidindo cursar História e formando-se em 1984, aos vinte e seis anos, na Universidade Federal do Acre (UFAC). Lá, em 1976, foi líder da chapa “Seringueira”, do Diretório Central dos Estudantes (DCE). A chapa tinha como objetivo lutar contra o autoritarismo da universidade e tinha este nome para que a palavra fosse ao menos pronunciada dentro da instituição. O ciclo da borracha foi importante na região, tendo seu decaimento ao fim da Segunda Guerra Mundial.
Mais tarde fez especializações em teoria psicanalítica na Universidade de Brasília (UnB), e em psicopedagogia na Universidade Católica de Brasília (UCB). Outra especialização em psicopedagogia na Argentina foi interrompida em 2010 devido à campanha eleitoral.

### Vida pessoal
De seu primeiro casamento (1980) teve dois filhos: Shalon e Danilo. A união terminou em 1985. No ano seguinte, em 1986, casou-se com Fábio Vaz de Lima, técnico agrícola que assessorava os seringueiros de Xapuri. Desse casamento, que dura até hoje, Marina teve Moara e Mayara.
Quando tinha 42 anos de idade, Marina converteu-se à Igreja Evangélica. Enquanto no passado pensou em ser freira e pregava a Teologia da Libertação, passou a circular pelo Congresso Nacional com a Bíblia a tiracolo. O livro sagrado transformou-se em uma espécie de agenda que acomodava suas anotações, bem como os lembretes do dia-a-dia. A escolha pela nova religião alegadamente ocorreu em 1997, quando adoeceu, ficando acamada, frágil e com a visão e locomoção deficientes, em razão de problemas neurológicos devido à contaminação com mercúrio. Marina achava que morreria, mas sua recuperação coincidiu com a época em que começou a frequentar a Igreja Evangélica, influenciada por amigos. De acordo com ela, "Fui em busca de um milagre, mas o maior milagre foi a experiência que passei a ter da bênção de Deus." Após se curar, ela se converteu e se tornou uma fiel assídua da Igreja Bíblica da Graça.
Em 2010, ano de sua candidatura, a jornalista Marília de Camargo César lançou uma biografia com reportagens e momentos da vida de Marina. O livro, "Marina, a Vida por uma Causa", foi prefaciado por Fernando Meirelles e publicado pela editora Mundo Cristão. Em 2011, foi anunciado que a editora Mundo Cristão fechou contrato com a Cineluz Produções, da cineasta Sandra Werneck, cedendo os direitos de adaptação do livro em filme. A longa-metragem está em projeto e a produção não tem data definida para iniciar as filmagens, porém estava previsto para que fosse rodado em 2012. Em 2014, Werneck divulgou que as filmagens foram adiadas pela falta de patrocínios. Desde do início do projeto, Marina declarou que não quer que a obra cinematográfica tenha cunho político.
Em fevereiro de 2024, o sobrinho-neto de Marina Silva, Cauã Nascimento Silva, de 19 anos, foi morto três tiros na Rua Baguari, bairro Taquari, em Rio Branco. Em 27 de setembro do mesmo ano, após sete meses, a Polícia Civil prendeu o principal suspeito de assassinar o sobrinho-neto de Marina, no Ramal do Macarrão, em Rio Branco. As investigações apontaram que vítima foi flagrada por criminosos pichando a sigla de uma facção rival no bairro.

## Carreira política
Ingressou no Partido Revolucionário Comunista (PRC), organização marxista que se abrigava no Partido dos Trabalhadores, então sob o comando do deputado José Genoino.
Foi professora na rede de ensino secundário e engajou-se no movimento sindical. Foi companheira de luta de Chico Mendes e com ele fundou a Central Única dos Trabalhadores (CUT) do Acre, em 1985, da qual foi vice-coordenadora até 1986. Nesse ano, filiou-se ao Partido dos Trabalhadores (PT) e candidatou-se a deputada federal, junto com Candidatos do PT nas eleições de 1986: Hélio Pimenta, candidato a Governador, Chico Mendes, candidato a deputado estadual, Matias, candidato a Senador. Obtendo o apoio de Chico Mendes. Marina e Chico Mendes não foram eleitos.

### Vereança

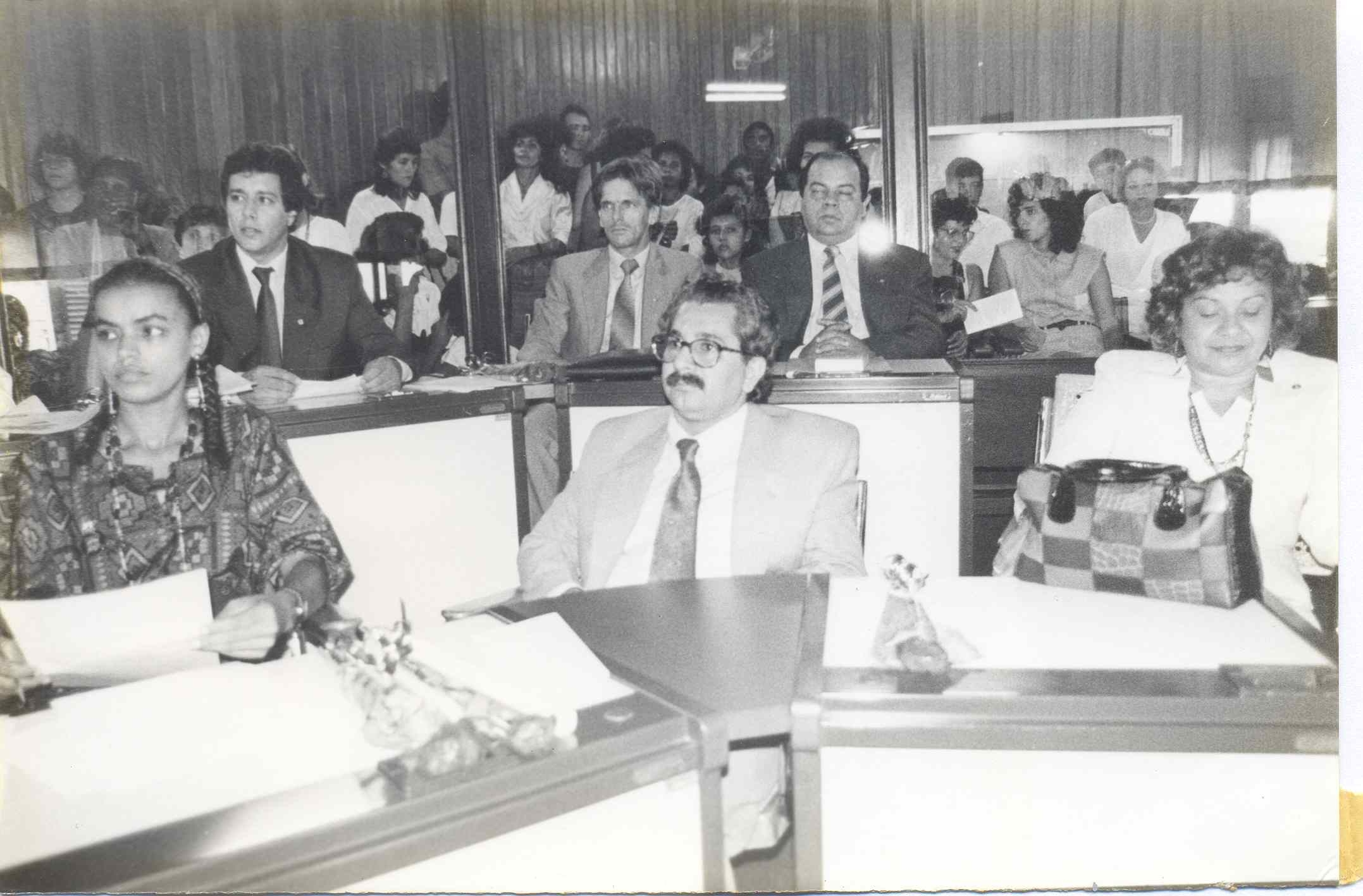
Marina Silva na Assembleia Legislativa do Acre em 1991.

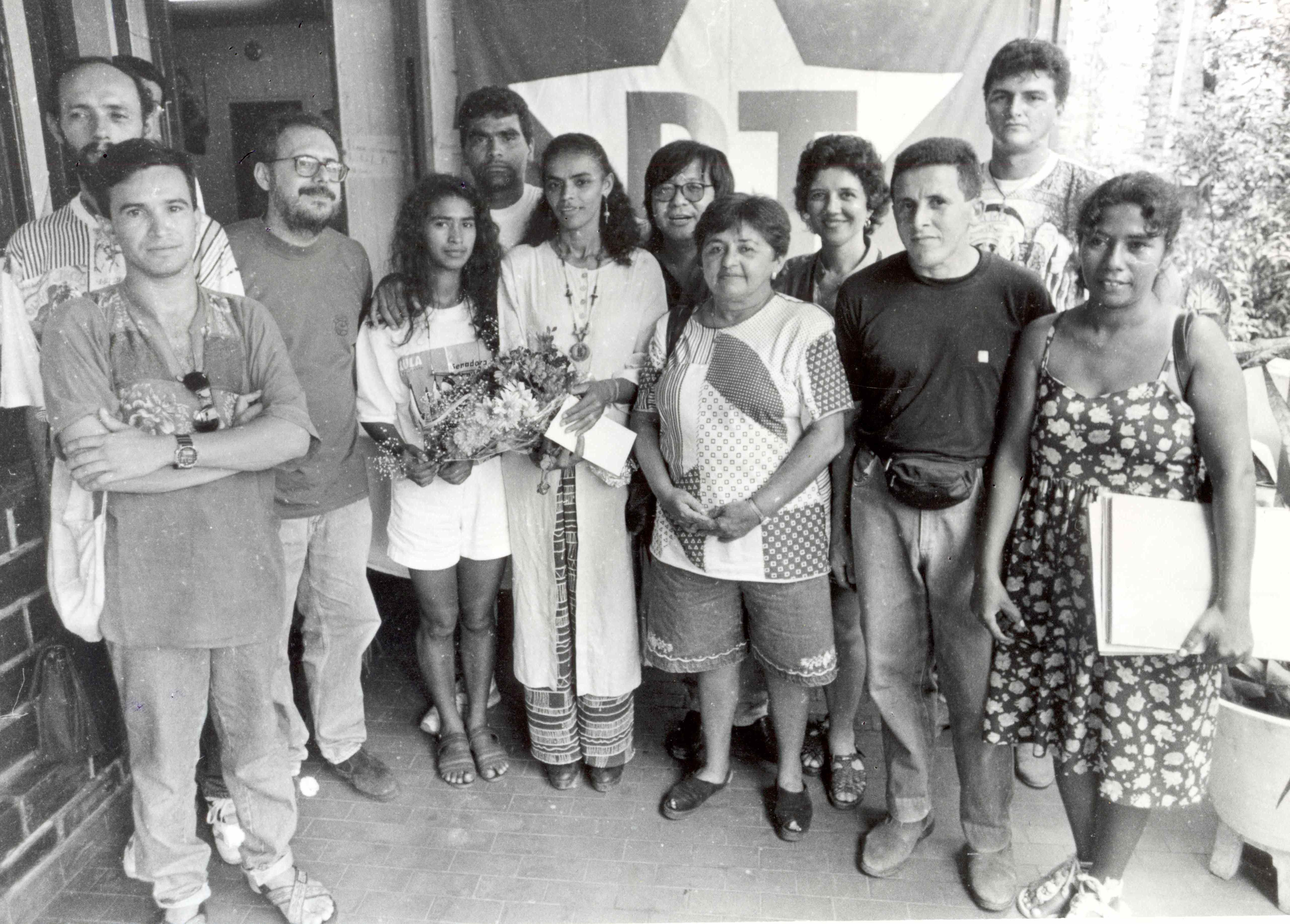
Campanha para o Senado em 1994.

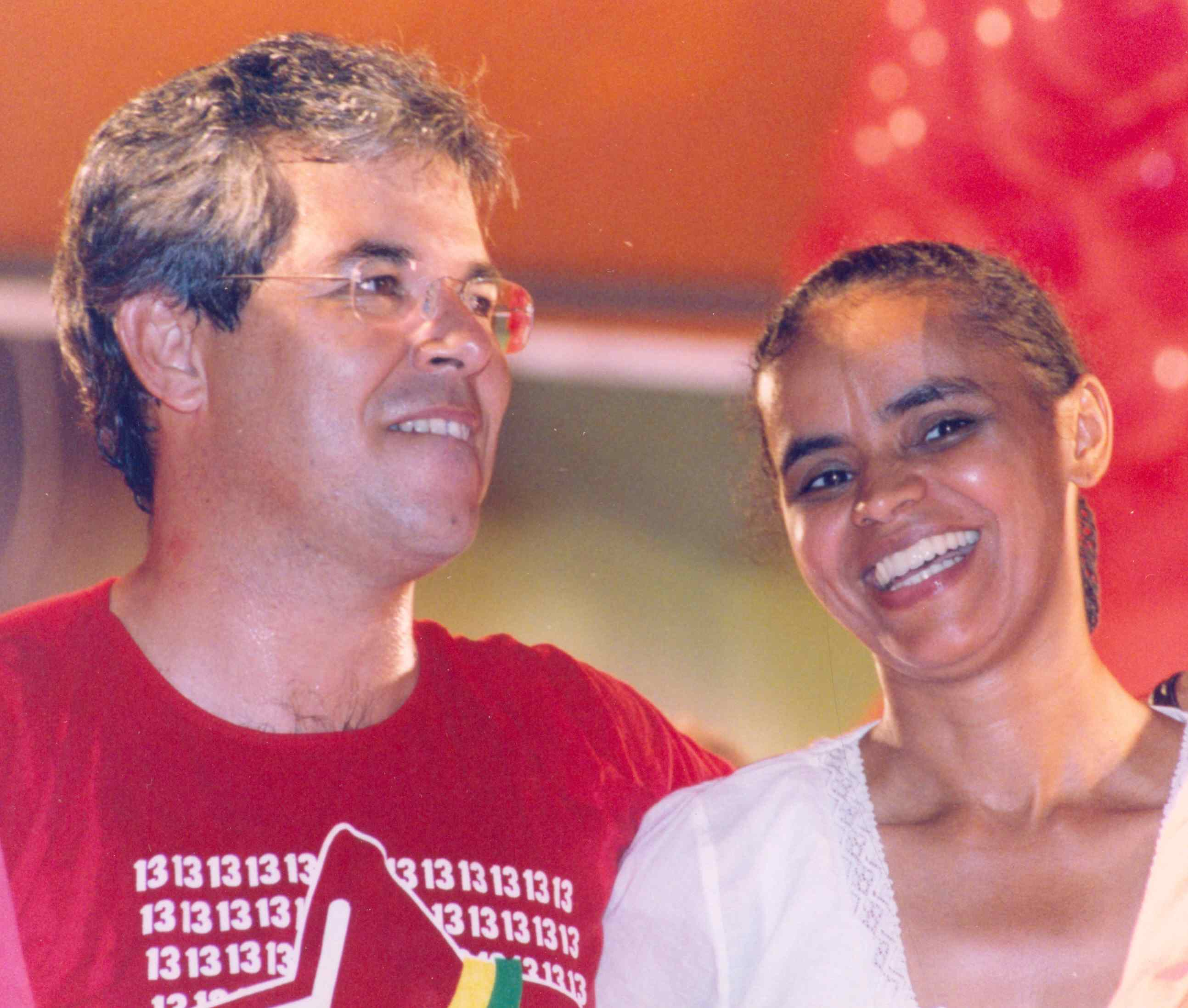
Marina durante a campanha para reeleição ao Senado em 2002, com o então governador do Acre, Jorge Viana.

Em 1988, foi a vereadora mais votada do município de Rio Branco, conquistando a única vaga da esquerda na câmara municipal. No mesmo ano, ocorreu o assassinato de Chico Mendes, amigo pessoal de Marina. Nesse cargo, combateu diversos privilégios dos vereadores e devolveu para os cofres da Câmara os benefícios financeiros a que eles, inclusive ela própria, tinham direito. Com essas ações, muitos adversários políticos foram criados, contudo a sua popularidade cresceu.

### Assembleia Legislativa do Acre
Exerceu seu mandato de vereadora até 1990, quando candidatou-se a deputada estadual e obteve novamente a maior votação, tendo sido eleita. Logo no primeiro ano do novo mandato descobriu-se doente: havia sido contaminada por metais pesados quando ainda vivia no seringal, como consequência do tratamento da leishmaniose, de três hepatites e de cinco malárias.

### Senado
Em 1994, foi eleita senadora da República, pelo estado do Acre, com a maior votação, sendo a pessoa mais jovem a ocupar o cargo de senador no Brasil. Foi Secretária Nacional de Meio Ambiente e Desenvolvimento do Partido dos Trabalhadores, de 1995 a 1997.
Em 2002 foi reeleita, com projeção de cumprimento de mandato até 31 de janeiro de 2011. Entre as mais de 100 proposições apresentadas pela senadora, desde o primeiro mandato, destacam-se 54 projetos de lei, dentre eles, o texto propondo a criação do Fundo de Participação dos Estados e do Distrito Federal – FPE – para as unidades da Federação que abrigarem em seus territórios unidades de conservação da natureza e terras indígenas demarcadas.
Em 2008 retornou ao Senado, após longo período exercendo o Ministério no governo Lula, Marina foi a primeira voz a defender, na Casa, a importância de o Governo Federal assumir uma postura em relação a redução das emissões de gases de efeito estufa. Em 2009 o Governo anunciou, finalmente, a adoção dessas metas. Não sendo ainda suficientemente, a senadora também cobrou do Governo e do Congresso Nacional a inclusão de uma meta brasileira, com os percentuais para a redução das emissões de gases do efeito estufa até 2020, no Plano Nacional de Mudanças Climáticas, que seria aprovado e sancionado pelo Presidente da República antes da realização da Conferência de Clima (COP15), realizada em dezembro de 2009 em Copenhague.

### Ministério do Meio Ambiente
Em janeiro de 2003, com a eleição de Luiz Inácio Lula da Silva para a Presidência da República, foi nomeada ministra do Meio Ambiente. Um mês depois, em 1º de fevereiro, Marina renunciou ao cargo para iniciar seu terceiro mandato no Senado, sendo sucedida interinamente por Cláudio Roberto Bertoldo Langone. Essa é uma manobra conhecida entre ministros de Estado que são eleitos ao Legislativo, em que participam por 1 dia como titulares no Senado e em seguida entregam o mandato para o suplente, retornando para seus cargos no poder Executivo. Naquele ano, também fizeram a manobra José Dirceu, Ricardo Berzoini, Miro Teixeira, Agnelo Queiroz e Anderson Adauto. No dia seguinte (2), todos retornaram aos seus respectivos ministérios.
Desde então, Marina enfrentou conflitos constantes com outros ministros do governo quando, segundo sua avaliação, os interesses econômicos se contrapunham aos objetivos de preservação ambiental. Uma das notáveis divergências envolvendo a ministra e outro ministério ocorreu em 2008, quando Marina se desentendeu com Roberto Mangabeira Unger, então ministro da Secretaria Especial de Assuntos Estratégicos da Presidência da República, devido ao fato da coordenação do Plano Amazônia Sustentável (PAS) ter sido destinado à Secretaria Especial de Assuntos Estratégicos, vinculada diretamente à Presidência da República. A então ministra-chefe da Casa Civil era Dilma Rousseff, com quem Marina já havia tido divergências em 2004, quando Dilma era ministra das Minas e Energia. Em dezembro de 2006, enfraquecida por uma disputa com a Casa Civil, que a acusava de atrasar licenças ambientais para a realização de obras de infraestrutura, a ministra avisara que não estaria disposta a flexibilizar a gestão da pasta para permanecer no governo.[carece de fontes?]

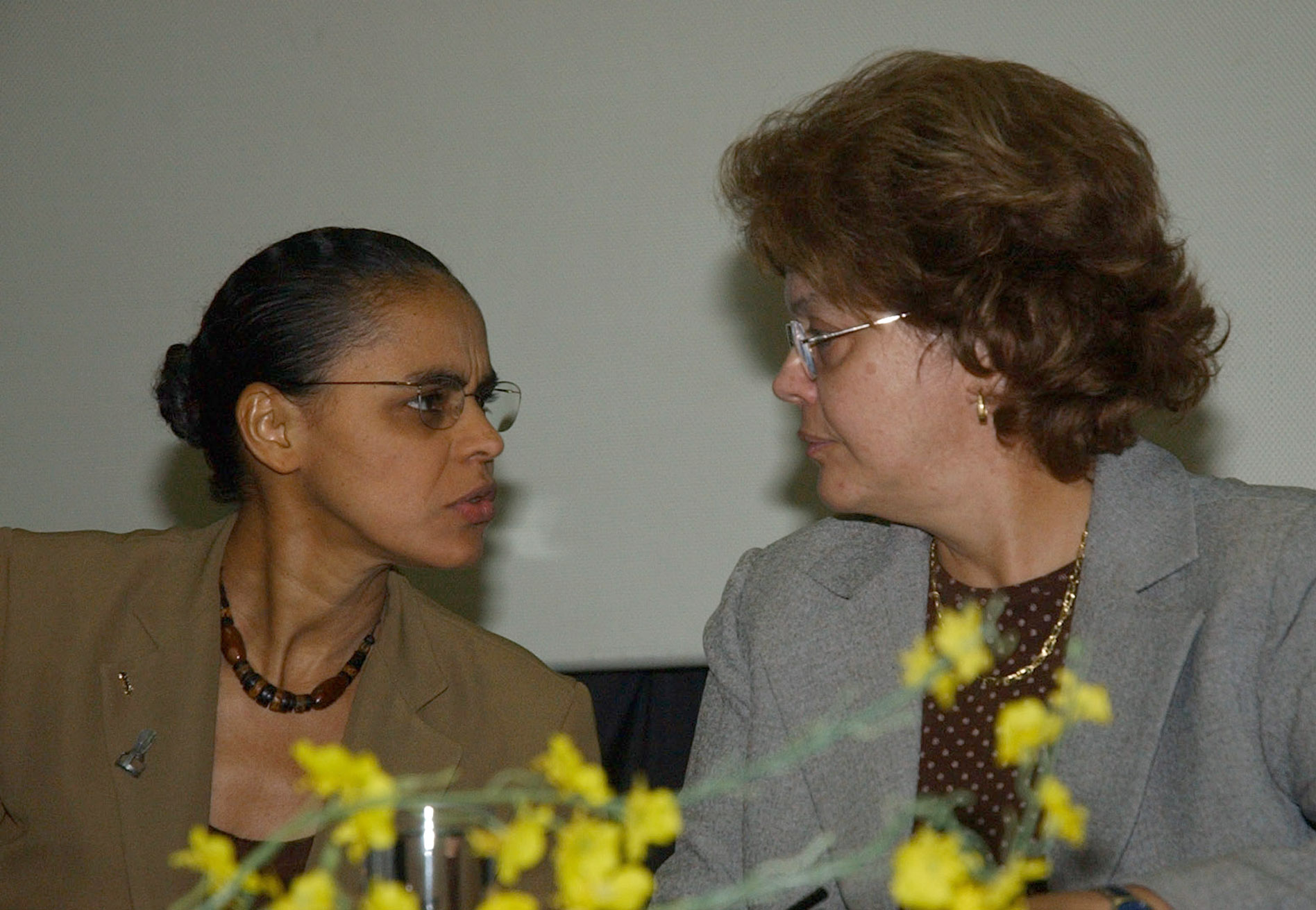
Marina ao lado de Rousseff, quando as duas eram ministras do governo Lula, em 2007.

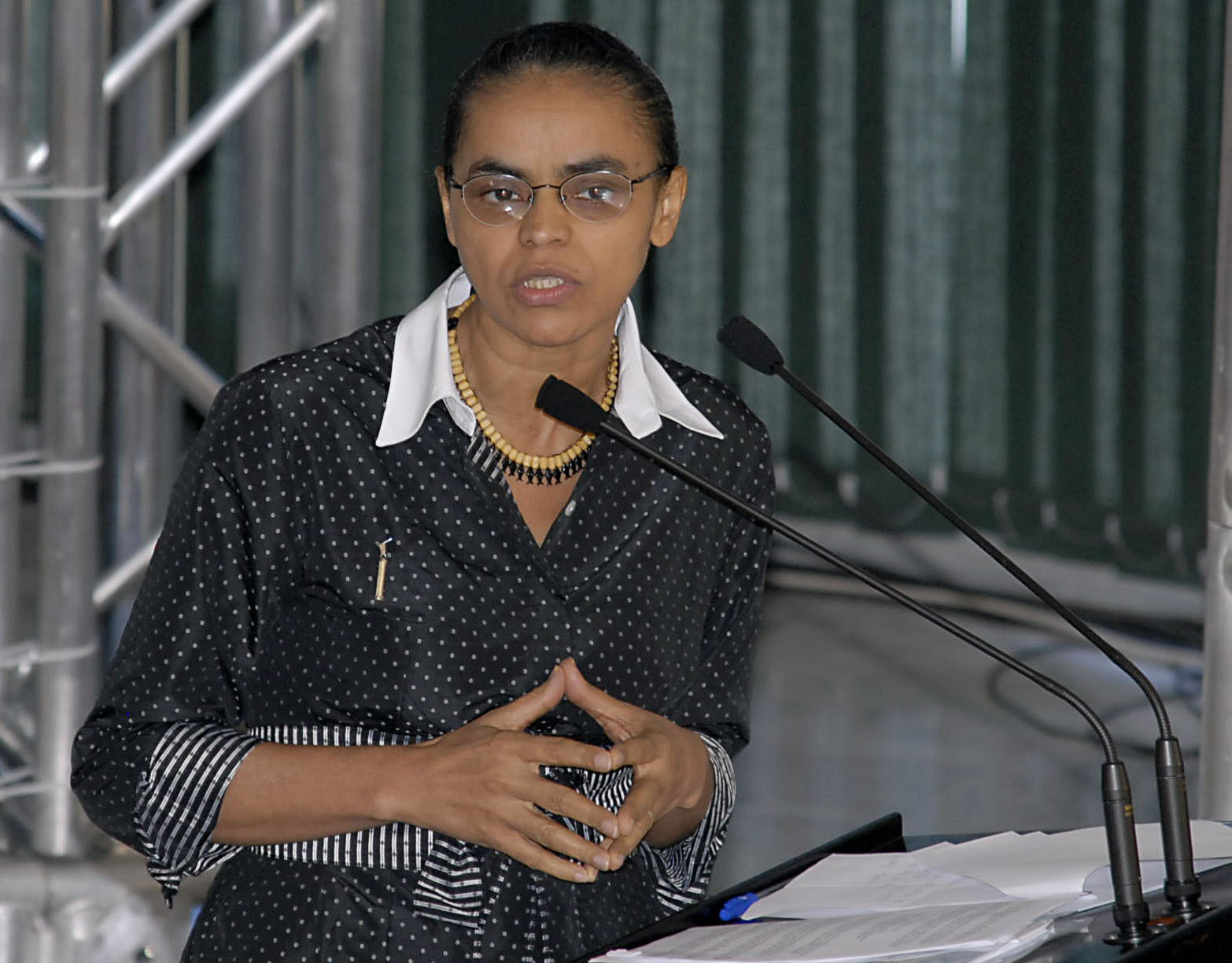
Marina Silva, então Ministra do Meio Ambiente, discursa durante o lançamento do Plano Amazônia Sustentável em 2008.

Em 2007 Marina negou divergências com Dilma, sobre a concessão de licenças ambientais. Afirmou, ainda, que o Ibama estava seguindo os padrões legais necessários para as providências em concessão das licenças. Defendeu a ideia de que o Brasil tem de aprender a impor seus limites, buscando o desenvolvimento sustentável, sem acabar com a biodiversidade e com a vida.

A discussão entre conservação do meio ambiente e desenvolvimento, para mim é um falso dilema. Ainda que na prática tenha que ser superada, não é possível advogar pelo desenvolvimento sem promover a conservação ambiental. As duas questões fazem parte da mesma equação— Marina Silva, abril de 2007.
Em 2008 agravaram-se as divergências com a ministra Dilma Rousseff, da Casa Civil, em decorrência da demora na liberação das licenças ambientais, pelo Ibama, para as obras no rio Madeira, em Rondônia. Essa demora e o rigor na liberação dos documentos foram considerados como um bloqueio ao crescimento econômico.
Durante sua administração no Ministério do Meio Ambiente, Marina Silva acabou perdendo a luta histórica contra os transgênicos, contra a usina nuclear de Angra 3, e também não conseguiu que a Comissão Técnica Nacional de Biossegurança (CNTBio), aprovada em março de 2005, tivesse um caráter ambientalista, que era uma de suas metas formais. Outras medidas adotadas pelo governo Lula nos últimos anos foram de sua autoria ou contaram com sua participação e articulação política, como a proteção maciça a todas as espécies de peixes do rio Madeira, a redução em oito vezes do tamanho do lago do rio Madeira e a redução da vazão de água na transposição do rio São Francisco. Em abril de 2004, Marina foi admitida por Lula à Ordem do Mérito Militar no grau de Grande-Oficial especial.
Marina Silva também denunciou pressões dos governadores de Mato Grosso, Blairo Maggi, e de Rondônia, Ivo Cassol, para rever as medidas de combate ao desmatamento na Amazônia.
Em 13 de maio de 2008, cinco dias após o lançamento do Plano Amazônia Sustentável (PAS), cuja administração foi atribuída a Roberto Mangabeira Unger, Marina Silva entregou sua carta de demissão ao presidente Lula, em razão da falta de sustentação à política ambiental, e voltou ao exercício do seu mandato no Senado Federal. Sobre a saída de Marina Silva do Ministério do Meio Ambiente, o presidente Lula declarou:
O importante é que tenha alguém isento para tocar esse plano (PAS). A Marina não é isenta; o Stephanes não é isento. Por isso, será o Mangabeira Unger— presidente Lula, em reunião no Palácio do Planalto para o lançamento do PAS em 8 de maio de 2008.
Foi nomeada novamente para o cargo de ministra do Meio Ambiente e Mudanças Climáticas pelo presidente Luíz Inácio Lula da Silva em janeiro de 2023.

### Campanha presidencial de 2010

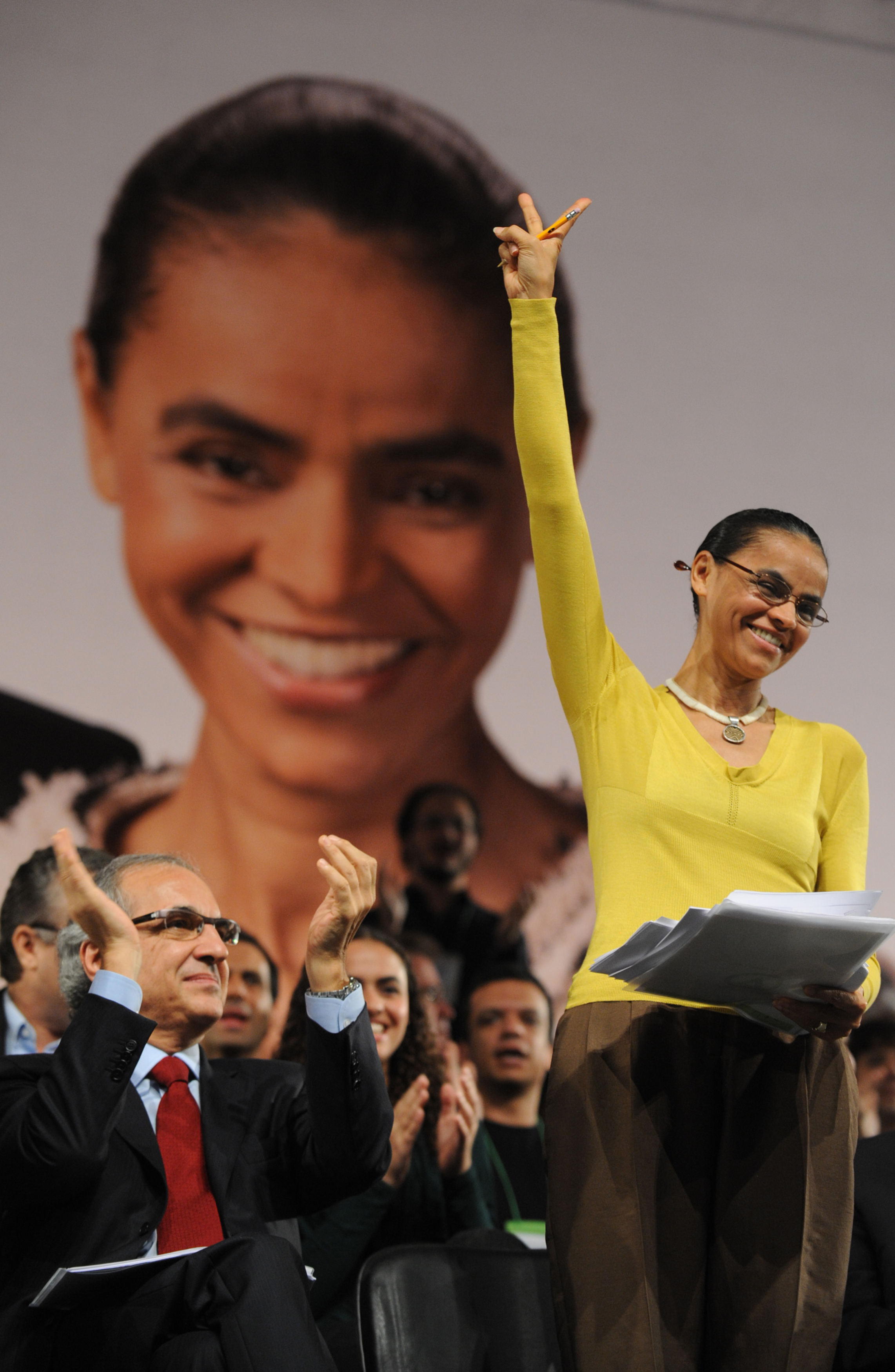
Marina Silva durante a oficialização da candidatura em 2010.

##### Pré-candidatura
Em 2007 um movimento apartidário de cidadãos, denominado "Movimento Marina Silva Presidente", iniciou a defesa pública de sua candidatura à presidência da República. A repercussão internacional deste movimento fez com que o Partido Verde Europeu influenciasse o Partido Verde do Brasil a convidá-la para afiliar-se em seus quadros. Assim, desde agosto de 2009, Marina foi cogitada a ser candidata à presidência da República pelo Partido Verde (PV).

##### Candidatura
Em 11 de junho de 2010 anunciou oficialmente sua candidatura à Presidência da República, em uma convenção do Partido Verde na qual afirmou pretender ser a primeira mulher, negra e de origem pobre a governar o Brasil.
No início de setembro, segundo pesquisa realizada pelo Instituto Datafolha, a candidata contava com 10% das intenções de voto, contra 50% de Dilma Rousseff e 28% de José Serra, número inferior aos votos nulos e brancos, que à época somavam 11%. Um dia antes do pleito, o instituto previa 16% do total de votos favoráveis à Marina, uma variação de 6% em menos de um mês. De acordo com o Ibope, em pesquisa do início do mês de setembro, Marina Silva teria 8% dos votos totais, contra 51% de favoráveis à Dilma Rousseff e 27% favoráveis à José Serra. Na pesquisa da véspera das eleições, o mesmo instituto previa para Marina 16% do total de votos, uma evolução de 8% em um período de um mês. O crescimento de Marina Silva no primeiro turno das Eleições brasileiras de 2010 foi denominado pela imprensa como "onda verde".

##### Resultado

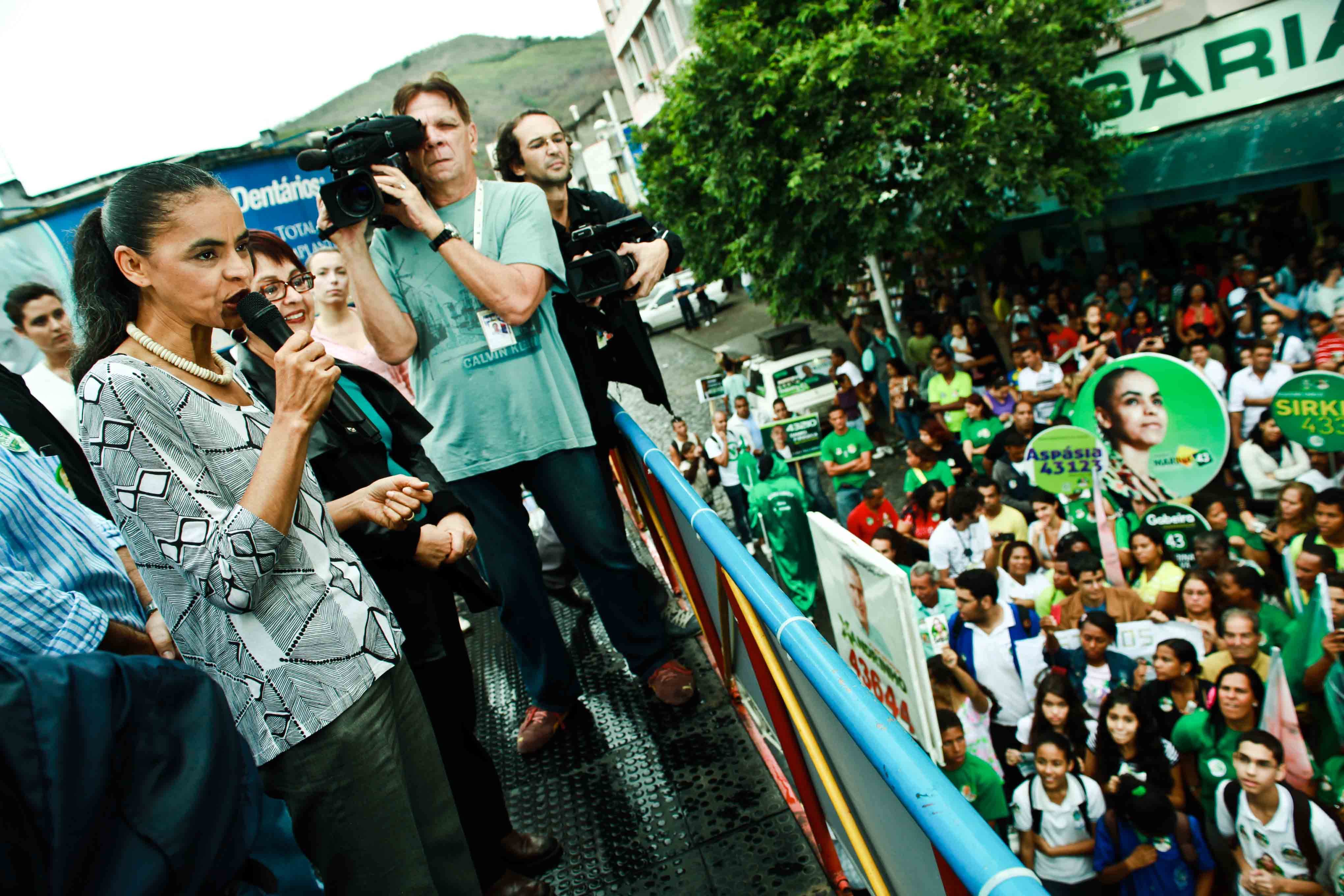
Marina Silva em campanha em 2010.

Ao final do primeiro turno das Eleições Presidenciais de 2010, em 3 de outubro, Marina Silva obteve 19.636.359 votos, o que correspondeu a 19,33% dos votos válidos, ocupando assim, o terceiro lugar na disputa que seguiu para o segundo turno entre Dilma Rousseff e José Serra. O resultado foi maior do que previam as últimas pesquisas de intenção de votos. Os institutos Datafolha e Ibope, por exemplo, calculavam 17% dos votos válidos para Marina e chegavam a prenunciar a vitória de Dilma ainda no primeiro turno.
Marina Silva obteve vitória sobre os outros candidatos em algumas capitais, como Brasília (41% dos votos válidos), Belo Horizonte (39% dos votos válidos) e Vitória (37% dos votos válidos). Ocupou a segunda colocação em estados como Rio de Janeiro (31% dos votos válidos), Amapá (29% dos votos válidos), Amazonas (25% dos votos válidos) e Pernambuco (20% dos votos válidos).

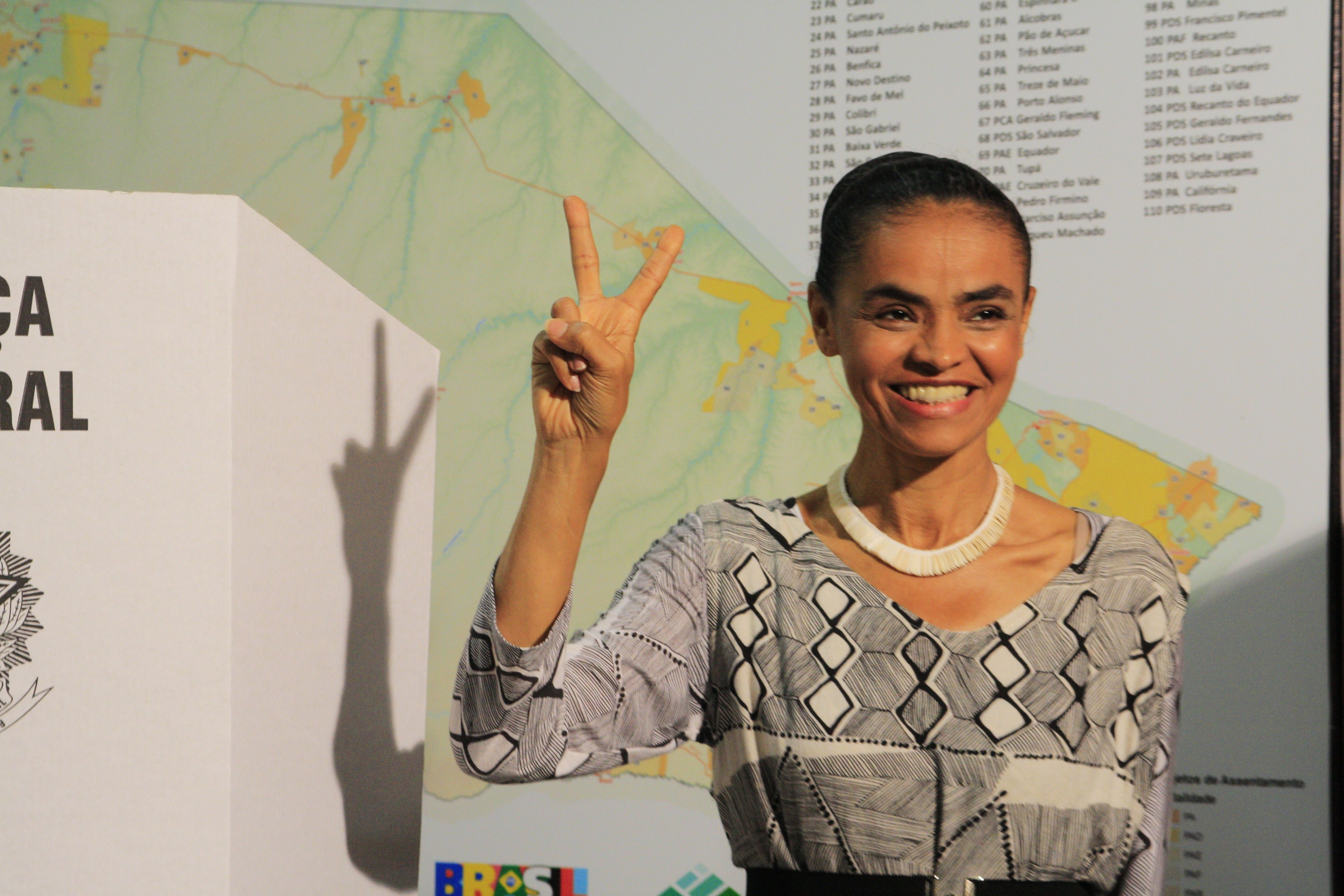
Marina na cidade de Rio Branco, no dia das eleições de 2010.

Marina se tornou a candidata mais votada da história na legenda, tornando-se destaque internacional em aliados do PV pelo mundo, principalmente na América do Sul e Europa, onde o partido vem ganhando força na última década. Marina foi lembrada pela Federação dos Partidos Verdes das Américas (FPVA) pela força que conquistou, segundo o copresidente da FPVA, o mexicano Leonardo Álvarez, ela se tornou um ícone da legenda, tornando-se uma referência juntamente com Antanas Mockus, da Colômbia, que transformou o PV na segunda força eleitoral daquele país.
Em relação ao resultado final das eleições, Marina parabenizou a candidata eleita pela maioria, “Parabenizo a ministra Dilma por ter sido eleita presidente, e a primeira mulher presidente do Brasil”, disse. A senadora desejou “boa sorte” a Dilma e afirmou que a nova presidente deve ter no cargo “a simplicidade dos pombos e a sagacidade das serpentes”.
Marina que se declarou "independente" em relação ao segundo turno, obteve sua neutralidade e não revelou o voto. Ainda pelo Twitter, Marina reforçou a parabenização dizendo: “a ministra Dilma era a candidata de uma parte dos brasileiros. A partir de agora, é a presidente eleita de todos nós nos próximos quatro anos".

### Campanha presidencial de 2014
Oficialmente confirmada como pré-candidata à reeleição, Dilma Rousseff tinha entre seus principais adversários o ex-governador de Pernambuco, Eduardo Campos que faleceu em um acidente aéreo em 13 de agosto de 2014, restou então até a confirmação de Marina Silva como candidata, o senador do PSDB por Minas Gerais, Aécio Neves como principal adversário.

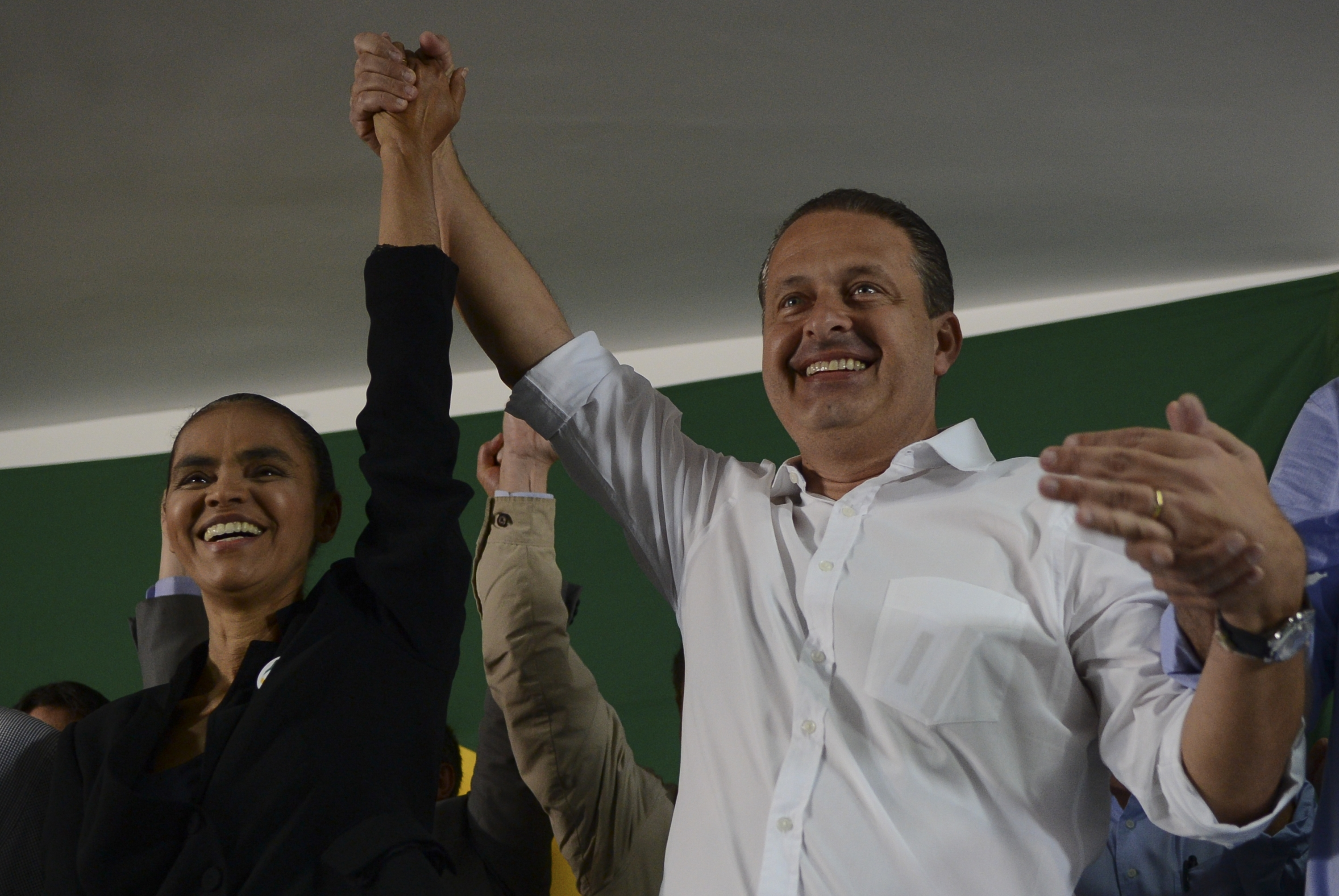
Marina se filia ao PSB de Eduardo Campos em 2013.

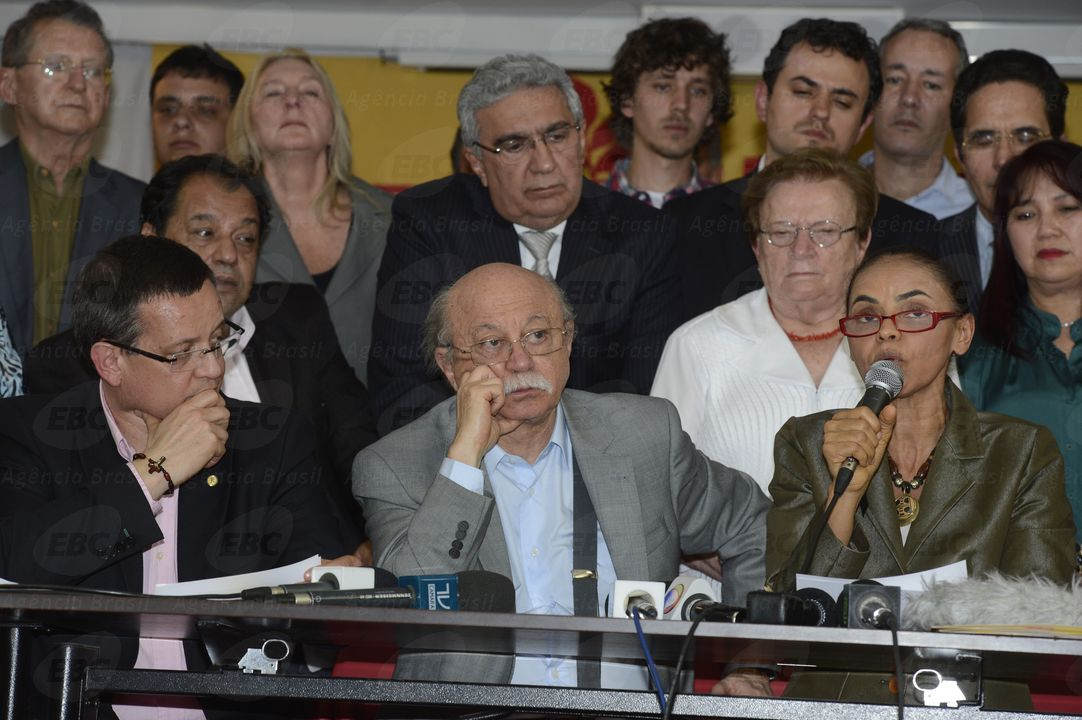
PSB oficializa chapa com Marina Silva e Beto Albuquerque em 20 de agosto de 2014.

Em outubro de 2013, após ter o registro do seu partido negado pelo TSE, Marina abdica de sua candidatura à presidente, e resolve se aliar ao PSB e à Eduardo Campos. Os dois firmaram uma aliança programática. A dupla confirmou a pré-candidatura da chapa que tinha Campos como candidato a presidente e Marina na vice, durante evento realizado em Brasília, em 14 de abril de 2014.
Aécio Neves também confirmou a sua pré-candidatura pelo PSDB. O senador e ex governador de Minas Gerais só anunciou o nome do vice em 14 de junho, durante a convenção nacional do partido que oficializou sua candidatura. Após a morte de Eduardo Campos, ocorrida no dia 13 de agosto de 2014, o irmão de Eduardo, Antônio Campos, defendeu que Marina deveria encabeçar a chapa de disputa à presidência.
O presidente do PSB Roberto Amaral e demais dirigentes confirmaram no dia 16 de agosto de 2014 que Marina Silva estaria mantida na chapa e que ela seria candidata, superando todo tipo de divergências no partido. As negociações pelo nome de Marina foram iniciadas informalmente após ela ter dado aval ao partido sobre sua possível candidatura e evitou um pronunciamento público em respeito ao luto pela morte de Eduardo Campos. No dia 20 de agosto de 2014, o PSB, em reunião na sua sede em Brasília oficializou a candidatura de Marina Silva e Beto Albuquerque como sendo os nomes da legenda para a corrida presidencial o mesmo possuía prazo até o dia 23 de agosto de 2014 como estipulado na forma da lei em razão da morte de Eduardo Campos para registrar a nova chapa no Tribunal Superior Eleitoral (TSE). A chapa foi registrada um dia antes do final do prazo.
Quero, primeiramente, agradecer a Deus por estar nos ajudando a fazer essa travessia difícil, após a perda daquele que havíamos escolhido para nos guiar nessa difícil tarefa de mudar o Brasil. Mudar com a visão de que se começa o novo no novo, corrigindo os equívocos praticados e encarando os desafios desse início de século.— Marina, durante a oficialização da candidatura à presidência para as eleições de 2014 pelo PSB. 
Uma das promessas de campanha, é que se fosse eleita, faria um mandato de apenas quatro anos, pois declarou ser contra a reeleição para presidente. No dia 5 de outubro de 2014, após o encerramento da apuração de votos, Marina Silva ficou em 3º lugar com 22.154.707 de votos. Sua candidatura recebeu apoio de artistas e intelectuais como Caetano Veloso, Marco Nanini, Ferreira Gullar, Gilberto Gil, Thiago de Mello, e Moraes Moreira. No segundo turno, ela manifestou apoio ao candidato do PSDB à presidência da República Aécio Neves, após ele ter assinado um documento se comprometendo com exigências dela para o apoio, como: o fim da reeleição para cargos executivos, demarcação de terras indígenas e ampliação da reforma agrária. Dilma Rousseff foi reeleita para o cargo, após acumular mais de 54 milhões de votos, correspondendo a 51,64% dos votos válidos. Aécio Neves ficou na segunda colocação, com mais de 51 milhões de votos, correspondendo a 48,36% dos votos válidos.

### Campanha presidencial de 2018
Em 2018, Marina Silva candidatou-se pela Rede Sustentabilidade (REDE) à Presidência da República. O anúncio oficial deu-se em 4 de agosto de 2018 na convenção do partido. Eduardo Jorge, do PV, foi escolhido como candidato a vice-presidente.

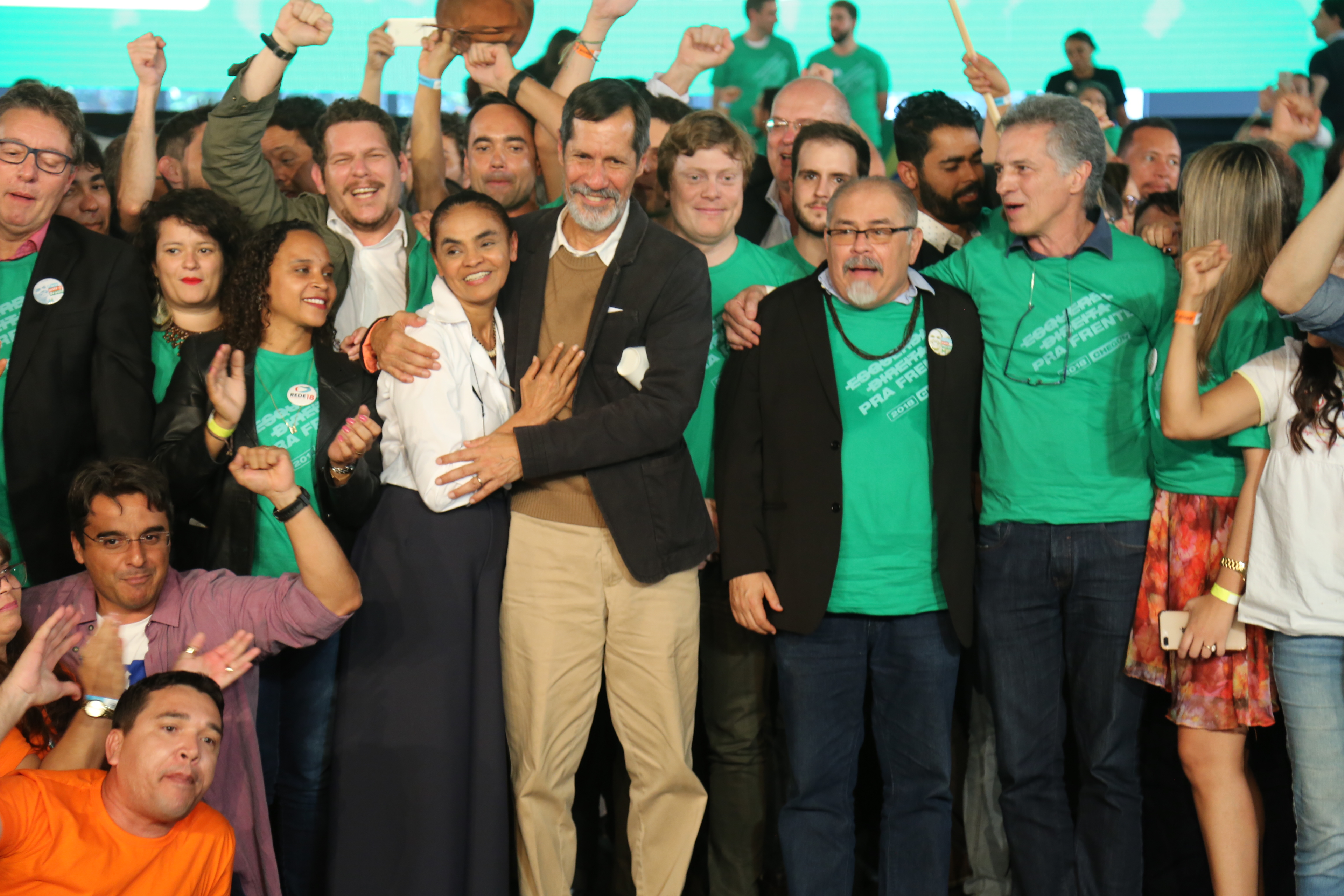
Marina Silva e Eduardo Jorge durante Convenção Nacional da REDE em 2018.

Marina ficou em 8º lugar com 1.069.575 votos, seu pior resultado em eleições presidenciais. No segundo turno, ela manifestou apoio crítico ao candidato do PT à presidência da República Fernando Haddad. Numa nota divulgada no dia 22 de outubro de 2018, Marina disse: "(...) Diante do pior risco iminente, de ações, que como diz Hannah Arendt, 'destroem sempre que surgem', 'banalizam o mal', propugnadas pela campanha do candidato Bolsonaro, darei um voto crítico e farei oposição democrática a uma pessoa que, 'pelo menos' e ainda bem, não prega a extinção dos direitos dos índios, a discriminação das minorias, a repressão aos movimentos, o aviltamento ainda maior das mulheres, negros e pobres, o fim da base legal e das estruturas da proteção ambiental, que é o professor Fernando Haddad". Jair Bolsonaro foi eleito para o cargo, após acumular mais de 57 milhões de votos, correspondendo a 55,13% dos votos válidos. Fernando Haddad ficou na segunda colocação, com mais de 31 milhões de votos, correspondendo a 44,87% dos votos válidos.
Durante a campanha, Marina Silva afirmou que a crise econômica de 2014 no país foi causada por decisões equivocadas do governo.

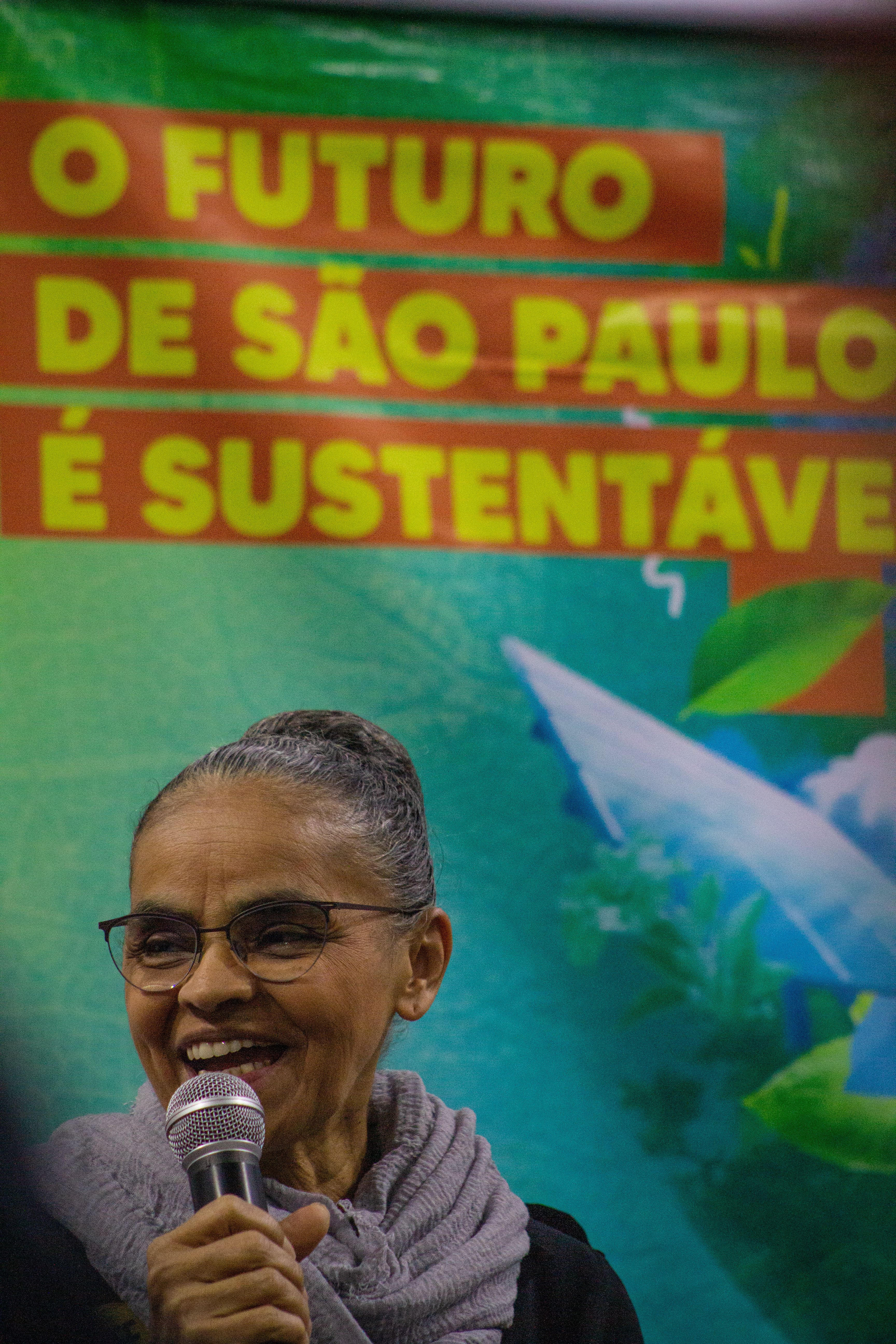
Marina Silva durante evento de campanha nas eleições de 2022.

O Brasil não está com 13 milhões de desempregados por um terremoto, maremoto, uma guerra, mas em função de decisões políticas equivocadas.

### Câmara dos Deputados
Em 2022, ao concorrer como candidata pelo partido Rede Sustentabilidade em federação com o PSOL, Marina Silva foi eleita deputada federal, pelo estado de São Paulo, com 237.526 votos, sendo a 12ª candidata mais votada no estado para esse cargo.

## Partidos políticos

### Partido dos Trabalhadores

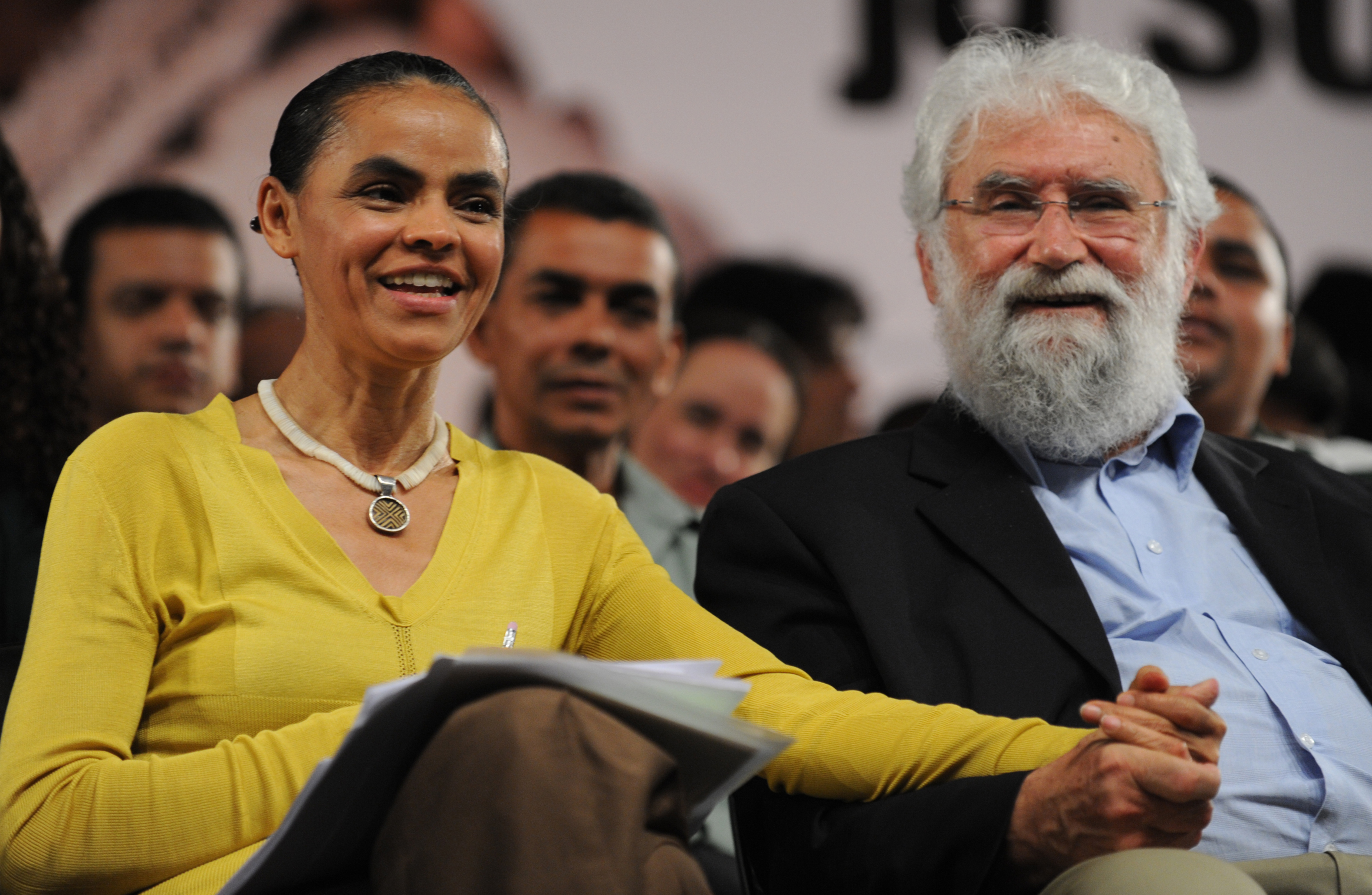
Marina Silva com o teólogo e ex-frei católico Leonardo Boff, em 2010.

Marina foi militante do Partido dos Trabalhadores (PT) por três décadas, num movimento que ajudou a construir, participando das articulações políticas, defendendo as causas sociais e direitos humanos, porém ainda não era filiada de início. Encorajada principalmente por Chico Mendes, ela atende os pedidos de amigos e ingressa oficialmente na sigla, registrando-se em 1985 e logo disputando as eleições do ano seguinte. Foi no PT que Marina conseguiu embasamento para caracterizar seu perfil político e formar uma estrutura consolidada em aspectos que a levava a conquistar o seus objetivos. Durante esse longo período elegeu-se vereadora, deputada e senadora.
No dia 19 de agosto de 2009, no entanto, Marina Silva anunciou sua desfiliação do Partido dos Trabalhadores (PT). Afirmou que a decisão foi taciturna e a comparou com o fato de ter deixado a casa dos pais há 35 anos num seringal rumo a uma cidade grande.
Não se trata mais de fazer embate dentro de um partido em que eu estava há cerca de 30 anos, mas o embate em favor do desenvolvimento sustentável.— Marina Silva, após anunciar sua desfiliação do Partido dos Trabalhadores. 

### Partido Verde

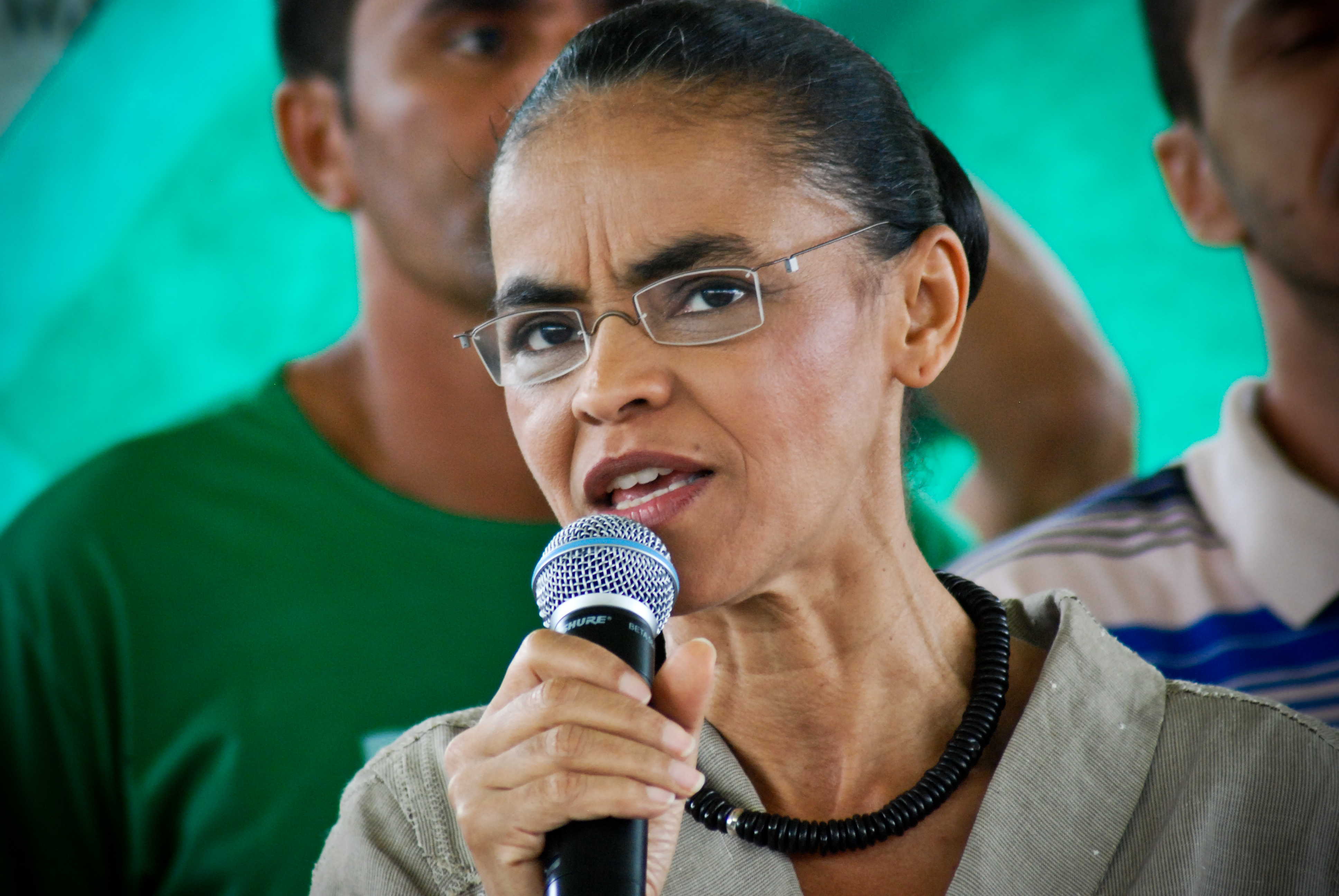
Marina durante visita a Rio Branco em 2010.

Em 29 de junho de 2011 o jornal Correio do Brasil publicou uma nota informando que Silva estava prestes a se desfiliar do Partido Verde (PV). Segundo a reportagem, Marina autorizou seus aliados a buscarem abrigo temporário em outras legendas, enquanto a própria ex-candidata à presidência recebeu convites do Partido Popular Socialista (PPS).
Em 7 de julho de 2011, no evento "Encontro por uma nova política", realizado na Zona Oeste de São Paulo, anunciou oficialmente sua saída do Partido Verde (PV). "Manter a coerência e seguir em frente, é o sentido de nosso gesto." disse Marina. Ela ressaltou também que a saída do partido não tem motivação eleitoral.
Não é hora de ser pragmático, é hora de ser sonhático e de agir pelos nossos sonhos.— No discurso de desfiliação do PV.

### Partido Socialista Brasileiro
Em 5 de outubro de 2013 Marina filiou-se ao Partido Socialista Brasileiro e manifestou apoio ao presidente do partido, o então governador de Pernambuco, Eduardo Campos, um dos pré-candidatos à disputa pela presidência em 2014. Após conseguir fundar a REDE, Marina Silva passou a ser filiada honorária do PSB.

### Rede

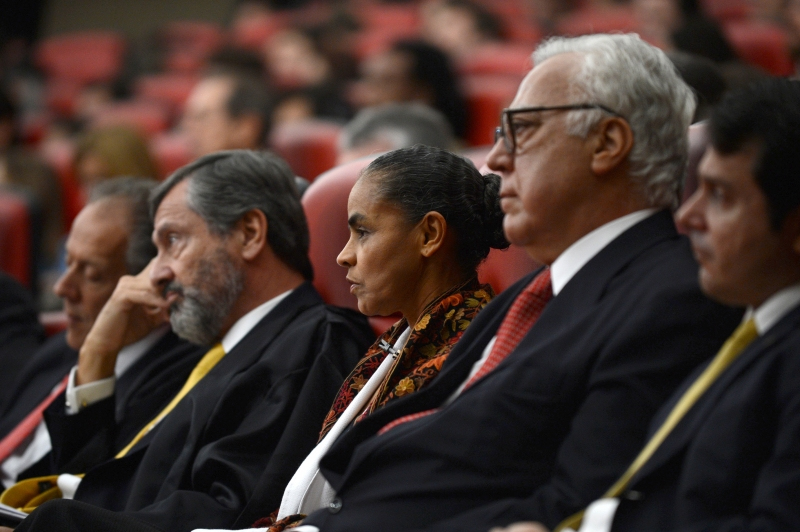
Membros da Rede Sustentabilidade durante a sessão do Tribunal Superior Eleitoral (TSE) em 2013.

Em 29 de junho de 2011, com os rumores que ela poderia se retirar do Partido Verde, publicaram que Marina não descartava a possibilidade da criação de uma nova legenda, juntamente com os demais que se desfiliassem. No dia 16 de fevereiro de 2013, foi lançado a "Rede Sustentabilidade", projeto para um novo partido liderado por Marina Silva. Seria a legenda pela qual a ex-senadora pretendia concorrer pela segunda vez à presidência, nas eleições de 2014, mas o partido não conseguiu registro junto ao Tribunal Superior Eleitoral para disputar esse pleito, por não ter atingido o número mínimo de assinaturas exigidas para sua oficialização. Para conseguir o registro no Tribunal Superior Eleitoral (TSE) a legenda precisaria de cerca de 492 mil assinaturas de apoiantes — 0,5% do total de votos válidos da última eleição. Entretanto, 95 mil assinaturas foram invalidadas por cartórios eleitorais. Apesar de Marina ter entrado com recurso para conseguir a validação e dos ministros do TSE — que votaram sobre a possibilidade de criação do partido —  terem destacado a certeza da lisura da ex-senadora no processo, o Rede Sustentabilidade não conseguiu se oficializar. Em 22 de Setembro de 2015, a Rede Sustentabilidade obtém seu registro definitivo no TSE.

## Prêmios e honrarias

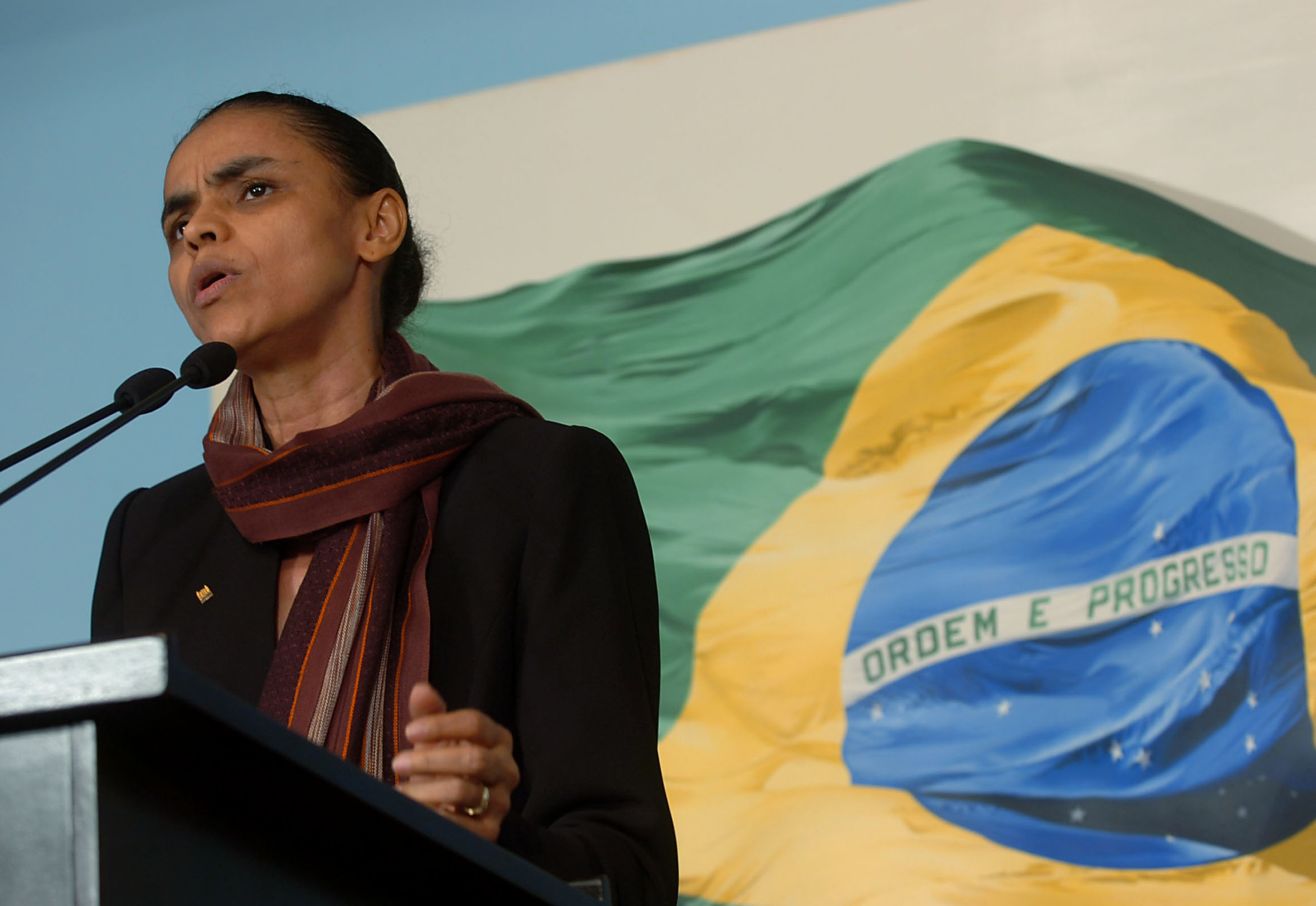
Marina Silva anunciando a criação do Instituto Chico Mendes em 2007.

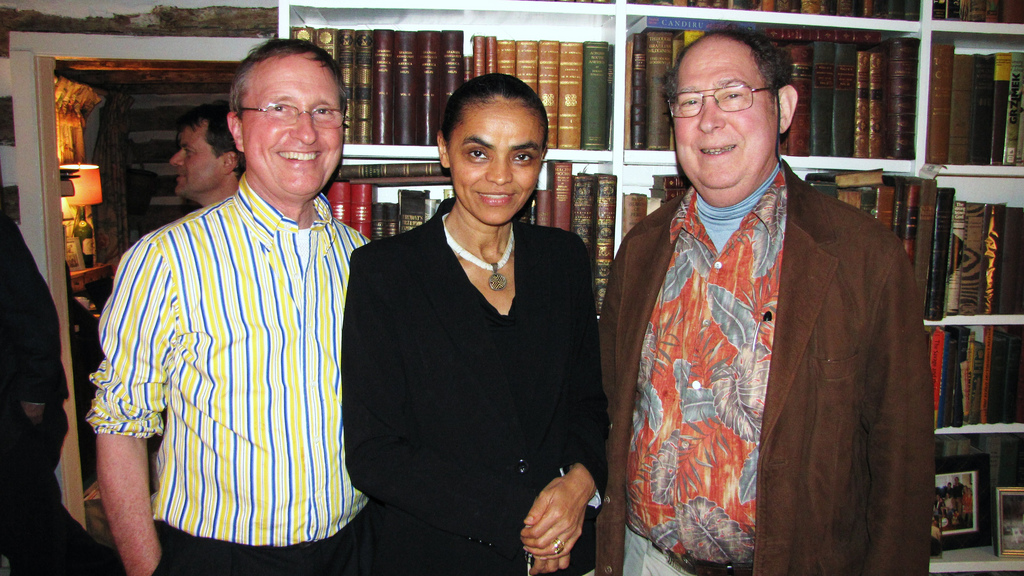
Marina com Thomas Lovejoy e Stephen Schneider.

Sua atuação pela preservação do meio ambiente lhe rendeu reconhecimento internacional, tendo recebido uma série de prêmios internacionais, como o "Champions of the Earth" da Organização das Nações Unidas, por sua luta para proteger a Floresta Amazônica. Pela criação do Programa de Áreas Protegidas da Amazônia Regional, Marina foi premiada com o The Duke of Edinburgh's Award da ONG internacional WWF. Um ano mais tarde, recebeu em Oslo, na Noruega, o prêmio Sophie, da Sophie Foundation. Marina foi lembrada pela Fundação Príncipe Albert II de Mônaco e recebeu o Prêmio sobre Mudança Climática, também por causa de sua atuação na área e pelas iniciativas para criar um desenvolvimento sustentável. Em 2013 foi eleita pela Revista Época, uma das 100 personalidades mais influentes do Brasil e foi incluída em uma lista de 10 brasileiros que foram notícias no mundo naquele ano, elaborada pela BBC Brasil. Foi chamada pelo jornal The New York Times de "ícone do movimento ambientalista".
Em 1996 Marina Silva recebeu o Prêmio Goldman do Meio Ambiente pela América Latina e Caribe, nos Estados Unidos. Onze anos depois, em 2007, por meio da Medida Provisória nº 366, ocupando o cargo de Ministra do Meio Ambiente, Marina desmembrou o Ibama e repassou a gestão das unidades de conservação da natureza federais para o Instituto Chico Mendes. No mesmo ano, recebeu o maior prêmio da Organização das Nações Unidas (ONU) na área ambiental — o Champions of the Earth (Campeões da Terra) — concedido a seis outras personalidades: o ex-vice-presidente dos Estados Unidos, Al Gore; o príncipe Hassan Bin Talal, da Jordânia; Jacques Rogge, do Comitê Olímpico Internacional; Cherif Rahmani, da Argélia; Elisea Gillera Gozun, das Filipinas, e Viveka Bohn, da Suécia.

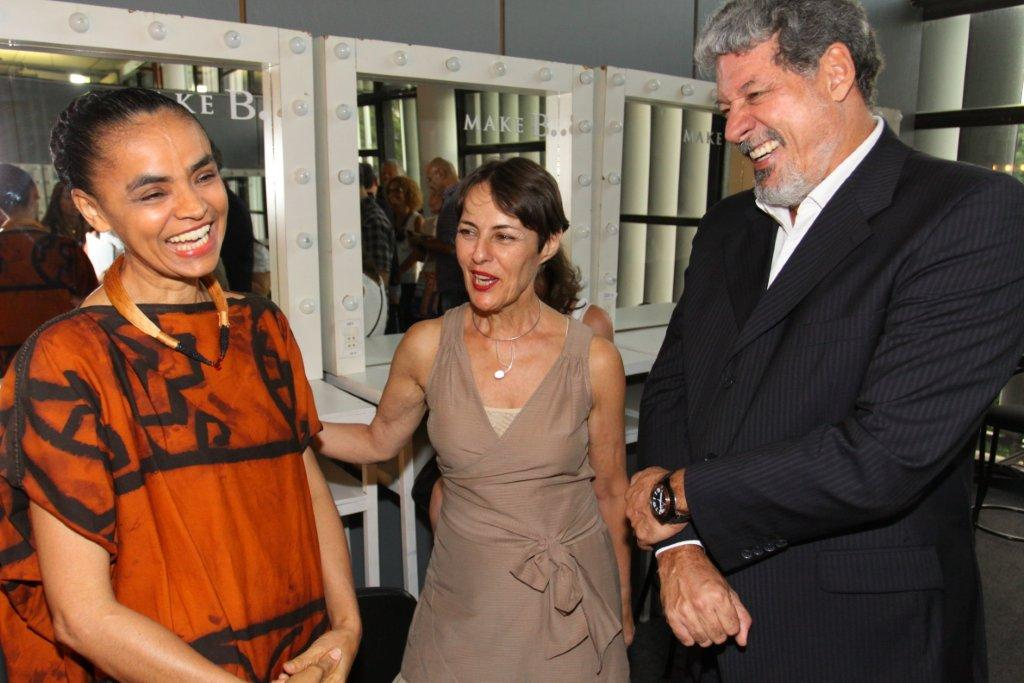
Marina Silva, Ana de Hollanda e Antônio Grassi no SPFW de 2011.

Em 2008, recebeu o Eco & Peace Global Award, entregue durante a ECO 2008 — Conferência Mundial sobre Meio Ambiente e Cultura da Paz, realizada em Brasília. Outras personalidades também receberam honrarias, como Michael Kramer (pelo Comitê Internacional da Cruz Vermelha – Suíça); Pauli Gunter Pauli, da Bélgica, fundador da ZERI (Zero Emissions Research & Initiatives); Zilda Arns, também brasileira, fundadora da Pastoral da Criança; Washington Novaes, jornalista especializado em Meio Ambiente e Paulo Nogueira Neto, ex-ministro de Meio Ambiente. Em 1 de abril de 2009 recebeu o prêmio norueguês Sofia, de 100 mil dólares, por sua luta em defesa da floresta amazônica. O motivo maior da homenagem recebida por Marina Silva, segundo a Fundação Sofia, foi a redução do desmatamento para o segundo nível mais baixo em vinte anos.
Em 10 de outubro de 2009, recebeu o prêmio Mudanças Climáticas, oferecido pela Fundação Príncipe Albert II de Mônaco. Foi considerada um dos 100 maiores protagonistas do ano de 2009 pelo jornal espanhol El País. Foi considerada também pela Revista Época um dos 100 brasileiros mais influentes do ano de 2008, 2009 e 2010.
Em março de 2011 o perfil no Twitter de Marina ganhou o prêmio Shorty Awards, considerado pelo estadunidense The New York Times como o "Oscar dos twitters". Entre os brasileiros, teve como indicados os perfis da presidente Dilma Rousseff e da Agência Senado, entre outros.
Na abertura dos Jogos Olímpicos de Verão de 2012, em Londres, carregou a bandeira com os anéis olímpicos juntamente com o secretário-geral da ONU, Ban Ki-moon, o maestro argentino Daniel Barenboim e prêmios Nobel. O convite foi realizado pelo Comitê Olímpico Internacional como reconhecimento pelo seu trabalho na proteção do meio ambiente.
Em 2013, voltou para a lista dos 100 mais influentes do Brasil da Revista Época. O que se repetiu em 2014.
Em 2014, o jornal britânico Financial Times elegeu Marina como uma das mulheres do ano (Women of 2014), apontando-a como uma das personalidade mais influentes em 2014. O jornal destacou a origem humilde de Marina, a trajetória política e a sua ideologia.
Em dezembro de 2020, pesquisadores do Instituto de Biociências da Universidade Federal de Mato Grosso identificaram uma nova espécie de marsupial de pequeno porte no chamado "arco do desmatamento", região onde se concentram os maiores índices de desmatamento da Amazônia. O mamífero habita desde o norte de Mato Grosso até o sul do Pará. A espécie foi identificada como Marmosops marina, nome dado em homenagem a Marina Silva, que segundo a instituição, foi "em reconhecimento ao seu trabalho no governo, de 2003 a 2008, período em que foi registrada queda no desmatamento da Amazônia".
Em 2024, Marina foi considerada, pela revista norte-americana Time, uma das 100 personalidades mais influentes do mundo. Na publicação, foi citado que ela está, como ministra, a "reconstruir a capacidade do Brasil de frear o violento desmatamento ilegal na Amazônia" e que "defende bravamente [...] uma transição de energia dos combustíveis fósseis para fontes renováveis."

## Opinião, postura e críticas

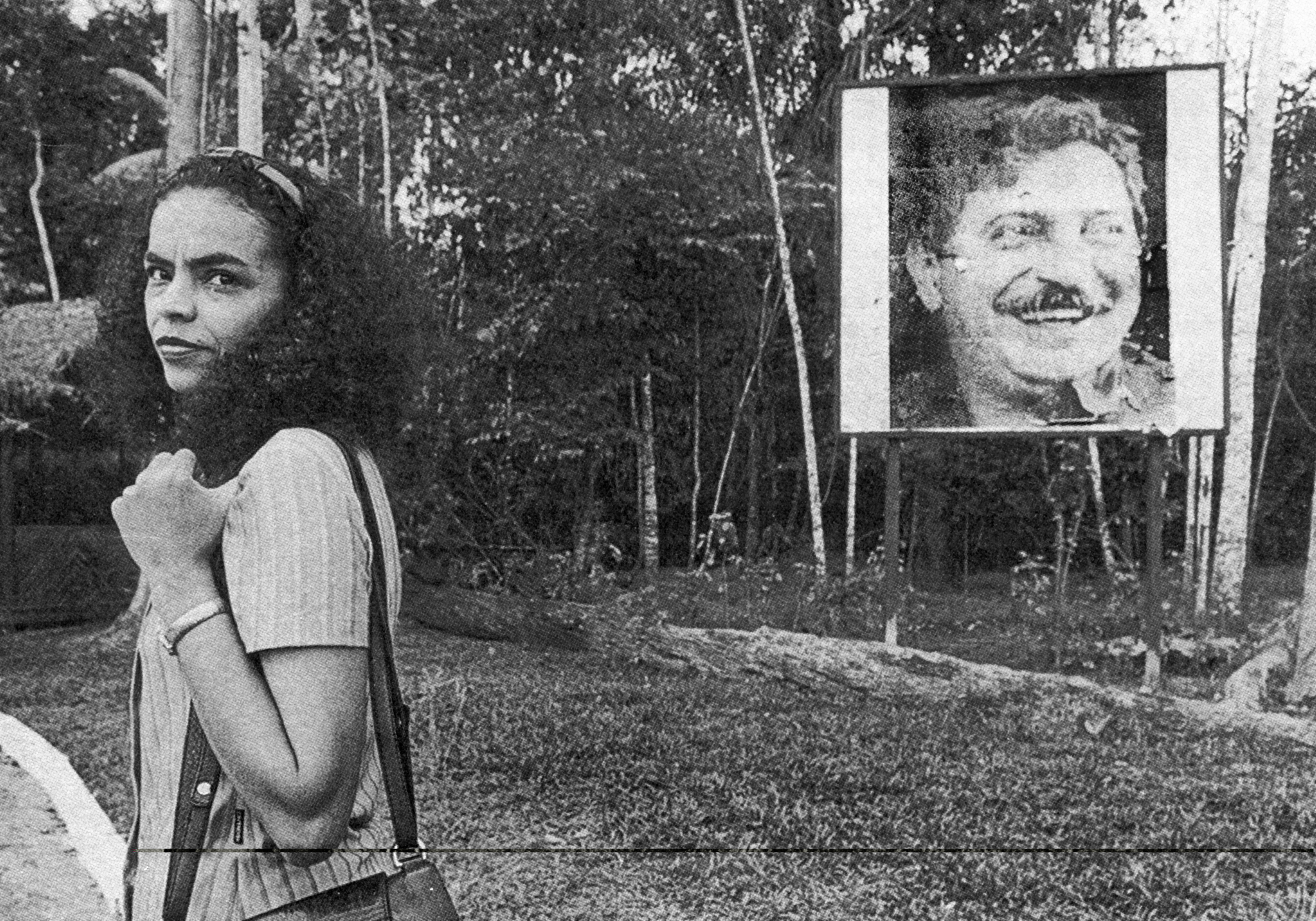
Marina, em Xapuri no Acre, diante da foto de Chico Mendes.

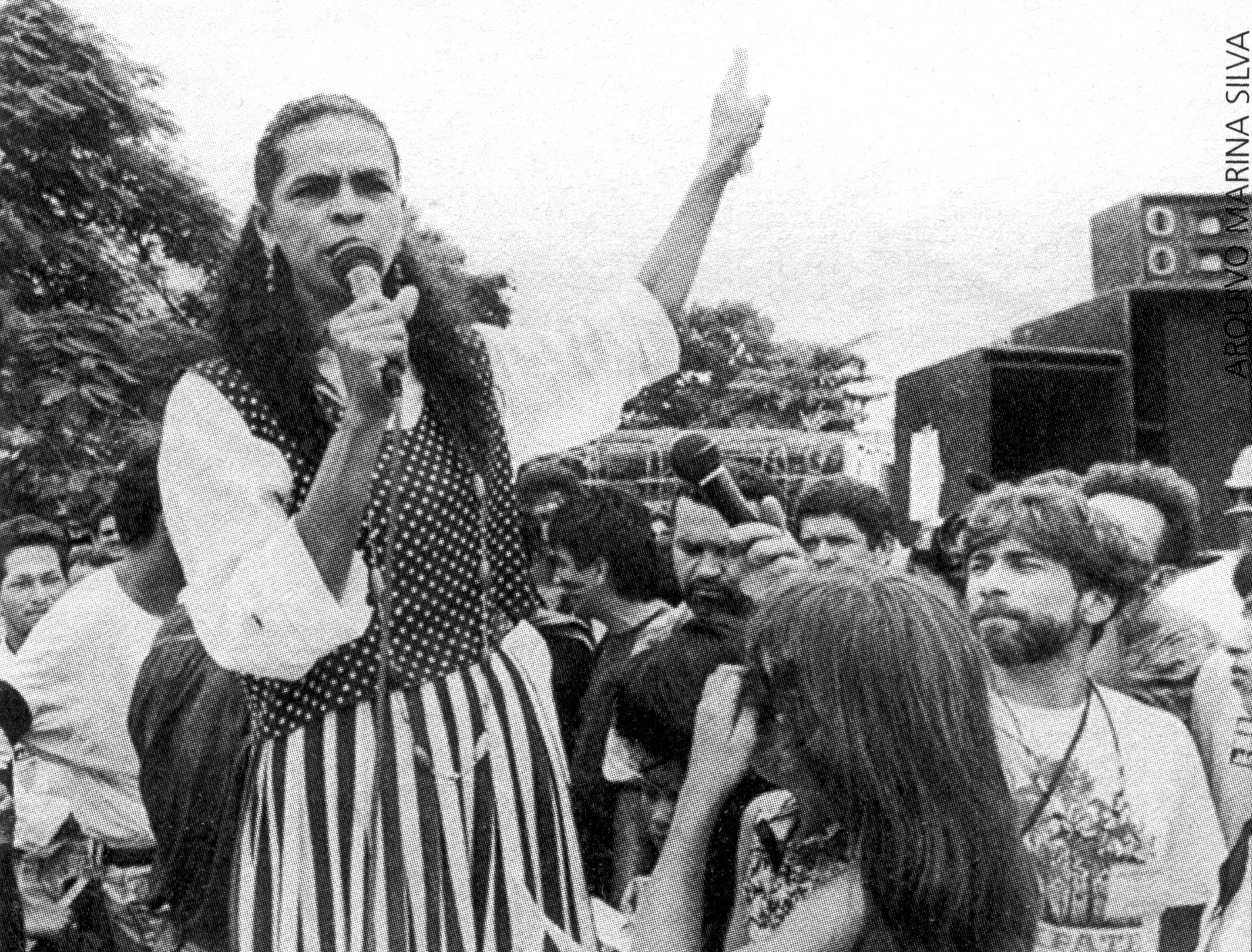
Marina Silva discursando em 1994.

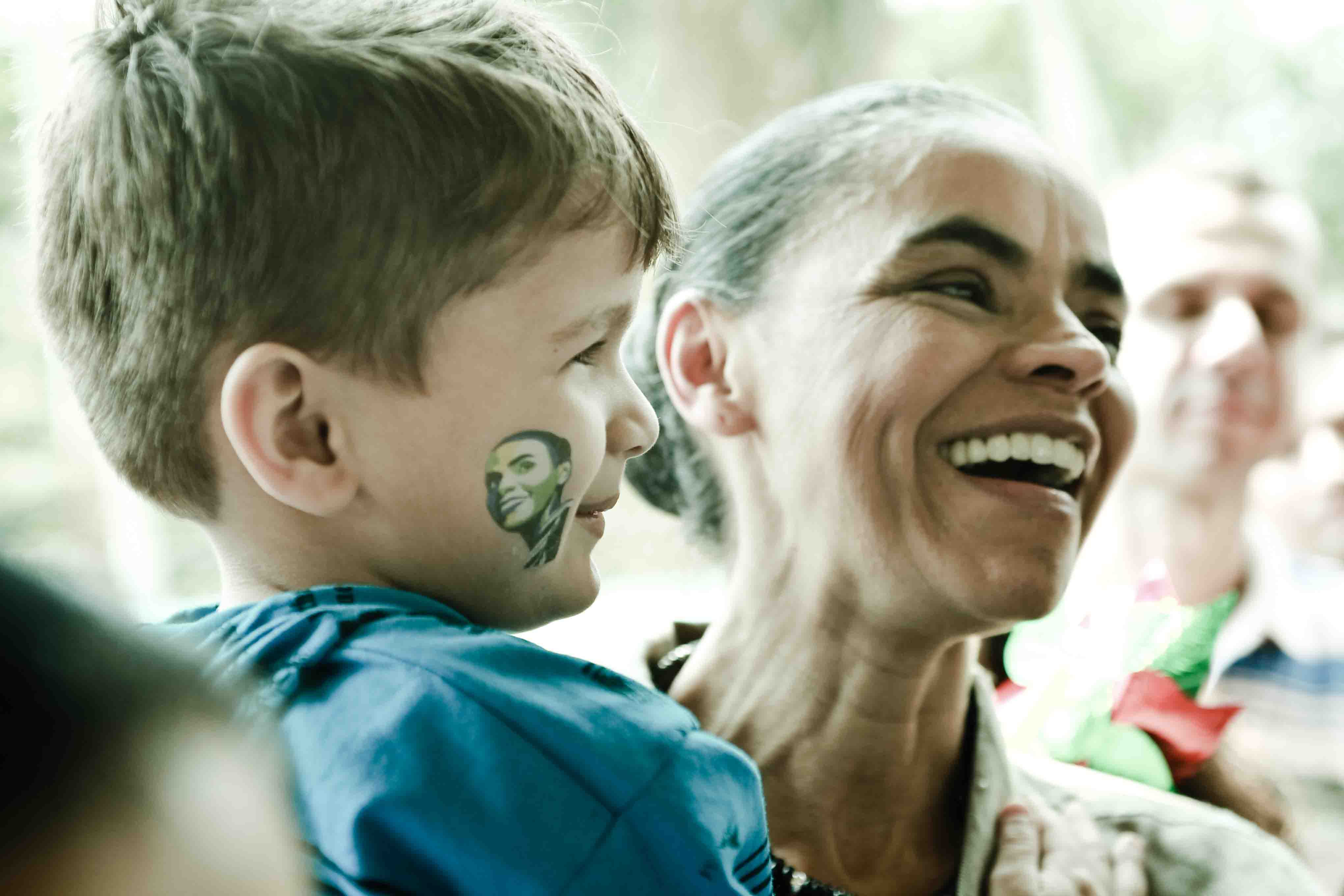
Marina no encontro "Amazônia Alerta", em Manaus, em 2008.

Ao longo de sua trajetória política, Marina envolveu-se em polêmicas políticas e sociais. Defendeu o direito das escolas adventistas de ensinarem o criacionismo — como ela própria esclareceu depois, desde que também se ensinasse a teoria da evolução. Segundo ela:
No espaço da fé, a ciência tem todo o acolhimento. Eu gostaria que a fé tivesse o mesmo acolhimento da ciência.— Marina Silva
Em 2010, Marina também posicionou-se contra as pesquisas com células-tronco embrionárias, tendo defendido a utilização de células-tronco adultas, e contra a descriminalização do aborto, embora seja favorável à realização de um plebiscito no Brasil para tratar do tema.
Em 2010, disse ser contrária ao casamento entre pessoas do mesmo sexo, embora tenha se posicionado favorável à união civil 'de bens' entre homossexuais. Também diz ser contra a legalização de drogas ilícitas, como a maconha, apesar de também defender uma consulta popular sobre o tema. Em 2013, ela se declarou a favor da união civil homoafetiva, embora evite usar o termo "casamento" neste caso. Em 2014, seu programa de governo foi alterado 24 horas após ser divulgado, tendo optado por termos menos explícitos.
De acordo com sua biografia, é a única ex-senadora a ter abdicado da pensão vitalícia à qual tem direito pelo regimento do Senado Federal, bem como do plano de saúde, e a única candidata à Presidência a fazer devolução de 500 mil reais em doações para a sua campanha presidencial, pois se negou a concordar com o "modus operandi" das empresas doadoras.
Durante sua campanha em 2010, foi criticada por Silas Malafaia, pastor da Assembleia de Deus Vitória em Cristo, por sua opinião em relação ao aborto, em defender um plebiscito. A candidata Marina Silva respondeu às declarações do pastor Silas Malafaia, que a acusa de “jogar para a torcida” em assuntos considerados importantes pela comunidade evangélica, como o aborto e o casamento gay, alegando que defender o plebiscito é coerência programática. Além disso, Marina, enquanto senadora, não teria apreciado como relatora o projeto de lei da Câmara nº 16 de 2009, de autoria do deputado federal Filipe Pereira, que obrigaria todas as bibliotecas públicas brasileiras a colocar à disposição um exemplar da Bíblia em seu acervo.
Giowana Cambrone Araújo, ativista transexual e coordenadora do elo estadual da Rede Sustentabilidade no RJ, afirmou que "há de se ser justo e relembrar que o programa apresentado ainda era o mais avançado dentre todos os candidatos, pois foram preservadas as propostas da adoção de crianças por casais homoafetivos e o apoio à Lei João Neri que prevê a requalificação civil de pessoas trans. No entanto, esse equívoco ocorrido na publicação infelizmente fragilizou a campanha e começamos a ser atacados e acusados de que essa mudança teria se dado pelos tuites oportunistas do Malafaia."
Giowana ainda diz: "O Malafaia nunca compôs nada com a Rede e é um oportunista de marca maior. Afirmar que o Malafaia tenha qualquer influência na Rede é desconhecer totalmente o movimento. Também não vejo na Marina qualquer restrição aos direitos civis LGBT. Acho que a Marina é uma pessoa muito aberta a essa questão de Direitos Humanos. Basta ler a versão final do programa para entender isso. Mas no calor da campanha, ganhou quem fez o marketing, não quem apresentou propostas e firmou compromissos por escrito." Segundo ele, o voto de presidente foi para o amigo Pastor Everaldo e ainda disse que rejeita ter tido influência sobre ela e afirma que Marina não é candidata evangélica.
Em 6 de março de 2016, Marina atacou a postura do PT de “fazer apologia ao confronto para se defender de acusações”, e que o povo brasileiro merece ser reparado por erros do governo. Ela foi favorável ao impeachment de Dilma Rousseff.
Em 4 de agosto de 2018, na convenção do REDE para confirmar Marina na disputa da presidência da República pelo partido, ela defendeu que, se eleita, iria propor uma reforma política que acabasse com a reeleição.
| União de pessoas do mesmo sexo | Privatização                  | Imprensa livre        | [carece de fontes?] Liberdade religiosa | Pena de morte               | Reforma tributária                       | Reforma da Previdência |
| Democracia                     | Cotas raciais                 | Legalização de drogas | Reforma agrária                         | Reforma política            | Apoio ao software livre                  |                        |
| ? Imigrantes                   | Estado laico                  | Desarmamento          | Criminalização da homofobia             | Desarmamento nuclear        | Regularização da terceirização           |                        |
| Aborto                         | Combate ao aquecimento global | Intervenção militar   | Direitos indígenas                      | Redução da maioridade penal | Pesquisas em células-tronco embrionárias |                        |

## Desempenho eleitoral
| Ano  | Eleição                 | Partido | Cargo             | Votos      | %      | Resultado  | Ref |
| ---- | ----------------------- | ------- | ----------------- | ---------- | ------ | ---------- | --- |
| 1986 | Estaduais no Acre       | PT      | Deputada Federal  | ?          | ?      | Não Eleita |     |
| 1988 | Municipal de Rio Branco | PT      | Vereadora         | 2.518      | ?      | Eleita     |     |
| 1990 | Estaduais no Acre       | PT      | Deputada Estadual | 3.331      | 2,53%  | Eleita     |     |
| 1994 | Estaduais no Acre       | PT      | Senadora          | 64.436     | 21,39% | Eleita     |     |
| 2002 | Estaduais no Acre       | PT      | Senadora          | 157.588    | 32,29% | Eleita     |     |
| 2010 | Presidencial no Brasil  | PV      | Presidente        | 19.636.359 | 19,33% | Não Eleita |     |
| 2014 | Presidencial no Brasil  | PSB     | Presidente        | 22.176.619 | 21,32% | Não Eleita |     |
| 2018 | Presidencial no Brasil  | REDE    | Presidente        | 1.069.578  | 1,00%  | Não Eleita |     |
| 2022 | Estaduais em São Paulo  | REDE    | Deputada Federal  | 237.526    | 1,00%  | Eleita     |     |